# Adriano Panatta
Adriano Panatta (Roma, 9 luglio 1950) è un ex tennista, pilota motonautico, allenatore di tennis e telecronista italiano.
Considerato uno dei migliori tennisti italiani di sempre, nel 1976 è stato numero 4 del mondo, la seconda graduatoria più alta, alle spalle di Jannik Sinner, raggiunta da un tennista italiano dall'introduzione della classifica computerizzata nel 1973.
Insieme a Matteo Berrettini è il secondo tennista italiano più vittorioso nell'era Open, grazie ai 10 titoli del circuito maggiore conquistati su 26 finali disputate.
Nel 1975 diventò il primo tennista italiano a qualificarsi per un'edizione delle finali di singolare maschile del Masters di fine anno. Nel 1976, il suo anno migliore, vinse gli Internazionali d'Italia e il Roland Garros, unico tennista italiano della storia ad aggiudicarsi i due tornei nella stessa stagione e il primo a conquistare una prova del Grande Slam nell'era Open.
Sempre nel 1976 contribuì in modo determinante alla prima storica vittoria della nazionale italiana in Coppa Davis.
Unico giocatore al mondo in grado di sconfiggere al Roland Garros (per due volte) il pluricampione del torneo Björn Borg, è anche stato il primo tennista italiano ad avere conquistato in singolare due titoli di categoria equipollente all'attuale ATP Tour Masters 1000 (Stoccolma 1975 e Roma 1976).
Numero 1 italiano in singolare per 284 settimane complessive, vinse per sei anni consecutivi il titolo di Singolare ai Campionati italiani assoluti, dal 1970 al 1975.
In carriera fu anche doppista di assoluto rilievo, formando con Paolo Bertolucci un sodalizio sportivo che disputò quattro finali di Coppa Davis; in tale specialità vanta 18 titoli su 29 finali disputate, tra cui quella del torneo di Monte Carlo 1980 sulla quotata coppia statunitense McEnroe-Gerulaitis, unica vittoria di un doppio italiano nel Principato in Era Open.

## Carriera

### Primi passi
Nato nel quartiere Trionfale di Roma da mamma Liliana e papà Ascenzio, è vissuto fin da piccolo a stretto contatto con il mondo del tennis proprio grazie al padre (da cui il soprannome "Ascenzietto"), custode del "Tennis Club Parioli". Da bambino sognava di diventare nuotatore ma fu proprio il papà, nel 1956, a iscriverlo ai corsi del circolo in cui lavorava, quando Adriano aveva sei anni. Nel 1959 la famiglia si trasferì nel quartiere Eur di Roma e Panatta fu iscritto al circolo tennis Tre Fontane, dove furono i maestri Wally Sandonnino e Simon Giordano, convinti delle sue qualità, i primi a impartirgli nozioni tattiche e comportamentali oltreché tecniche. I frutti dei nuovi insegnamenti si cominciarono a osservare in un torneo disputato proprio al Tennis Club Parioli, dove Panatta sconfisse per la prima volta, con un doppio 6–1, Roberto Valerio, avversario da lui considerato inarrivabile all'epoca.
Nel 1964 si trasferì al centro federale di Formia, convocato dall'allenatore e mentore Mario Belardinelli.

### 1967-1968: semifinale Wimbledon Juniores, esordio nell'era amatoriale
A ottobre del 1967 fece il suo esordio ai Campionati italiani Assoluti, giocati a Reggio Emilia, battendo Vittorio Crotta in cinque set, per poi arrendersi in tre partite a Giorgio Bologna.
Il 6 maggio del 1968, all'età di 17 anni e nove mesi, fece la sua prima apparizione nel circuito amatoriale, agli Internazionali d'Italia, che sarebbero diventati "Open" l'anno successivo, sconfiggendo all'esordio Álvaro Peña (6–1, 6–3, 6–3). Al secondo turno fu sconfitto da Ray Ruffels.
La Federazione Italiana Tennis optò per non iscriverlo agli Internazionali di Francia Juniores, facendogli invece disputare il torneo giovanile di Wimbledon dove, dopo aver superato Fernando Gentil e lo svedese Terje Larsen, si arrese in semifinale a John Alexander, futuro vincitore del torneo.
La sua seconda esperienza nel circuito amatoriale fu al torneo di Barcellona, dove venne subito sconfitto da Ramanathan Krishnan.
A ottobre, alla sua seconda partecipazione ai Campionati italiani assoluti, disputati a Milano, affrontò per la prima volta il campione uscente e futuro vincitore Nicola Pietrangeli, che lo superò con il punteggio di 6–4, 6–3, 6–1.
Concluse la stagione 1968 con una trasferta in Australia dove, insieme ad altri quattro ragazzi del centro tecnico di Formia - Vittorio Crotta, Massimo Di Domenico, Pietro Marzano e Piero Toci - guidati dal coach Belardinelli, partecipò a una serie di tornei amatoriali su erba durante i quali apprese soprattutto l'utilizzo del servizio per conquistare direttamente il punto e non semplicemente mettere la palla in gioco. Al Queensland Championships di Brisbane, dopo aver eliminato all'esordio Rod Brent, al secondo turno, il 10 dicembre, approfittò di uno strappo muscolare alla schiena di Clark Graebner, uno dei migliori giocatori del momento, superandolo in rimonta con il punteggio di 9–11, 9–7, 6–3. Fu proprio quel successo a convincerlo che il tennis sarebbe diventato il suo futuro. Negli ottavi di finale fu poi eliminato da Phil Dent.

### 1969: esordio "Open" e primi successi nel circuito maggiore
Il 1969 segnò il suo esordio nel circuito "Open" con la partecipazione a quattro tornei. Il primo lo disputò in gennaio sull'erba di Sydney, dove, all'età di 18 anni e 6 mesi, vinse il suo primo incontro nel circuito maggiore, sconfiggendo John Bartlett in tre set per poi cedere a Malcolm Anderson. La settimana seguente fece il suo esordio nei tornei del Grande Slam, giocando l'unico incontro della sua carriera agli Australian Open, che in quell'anno si disputarono sull'erba di Brisbane e fu eliminato da Terry Addison (6–0, 7–5, 6–1).
Il 21 aprile vinse il suo primo incontro "Open" agli Internazionali d'Italia, superando Wanaro N'Godrella con il punteggio di 6–3, 6–4. Fu poi eliminato al secondo turno da Manuel Orantes.
A maggio fece il suo esordio anche agli Internazionali di Francia del Roland Garros dove, superate le qualificazioni, fu sconfitto al primo turno da Hans-Jürgen Pohmann.
Nel mese di agosto prese parte al torneo Città di Senigallia, non ancora valevole per il circuito Gran-Prix, e negli ottavi di finale sconfisse per la prima volta in carriera Nicola Pietrangeli, con il punteggio di 6–3, 8–6. Il suo percorso si concluse in semifinale contro Thomaz Koch.
Alla sua terza presenza agli Assoluti fu sconfitto in Singolare negli ottavi di finale da Vittorio Crotta in quattro set, mentre, insieme a Pietro Marzano, si aggiudicò il titolo di Campione italiano di doppio.

### 1970: semifinale a Berlino, ottavi al Roland Garros, esordio in Davis, vittoria agli assoluti

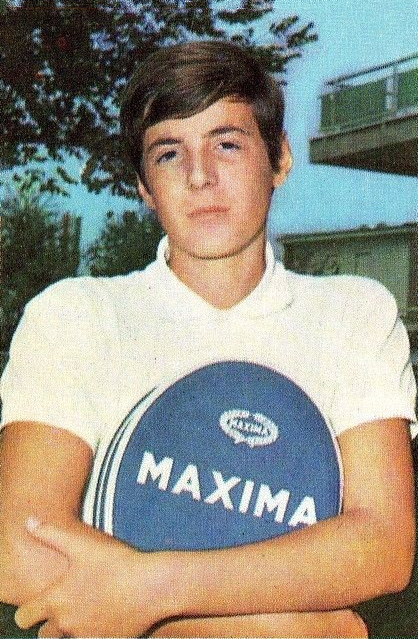
Un giovane Panatta agli esordi negli anni Sessanta

Alla sua terza presenza agli Internazionali d'Italia si fermò nuovamente al secondo turno, corrispondente nell'occasione agli ottavi di finale, per mano di Željko Franulović, dopo che all'esordio aveva avuto la meglio su Owen Davidson.
Subito dopo fece il suo esordio in Coppa Davis, sulla terra rossa di Torino, contro la nazionale cecoslovacca. Panatta portò in pareggio l'Italia capitanata da Orlando Sirola, sconfiggendo Jan Kukal. Nella prova di doppio, in coppia con Di Domenico, superò il duo Kodeš / Kukal. Nella sfida decisiva tra Panatta e Kodeš, a imporsi fu il cecoslovacco, futuro campione del Roland Garros, decretando l'eliminazione dell'Italia per 3–2.
Il 17 maggio, sul rosso del torneo di Berlino, Panatta disputò la sua prima semifinale in carriera, grazie ai successi in sequenza sul britannico Simon Partridge, Hans-Jürgen Pohmann, Wilhelm Bungert e Harald Elschenbroich. A negargli la disputa della prima finale fu Georges Goven, vincitore del torneo, che lo superò in quattro partite.
Alla fine di maggio partecipò al suo secondo Roland Garros dove superò, in sequenza, John Alexander (al quale rimontò due set di svantaggio), Barry Phillips-Moore e Vladimír Zedník. Diventò così il più giovane tennista italiano (19 anni, 10 mesi e 21 giorni) a essersi qualificato per gli ottavi di finale del torneo, record battuto soltanto 50 anni più tardi da Jannik Sinner. Il cammino di Panatta fu poi interrotto da François Jauffret.
Il 22 giugno disputò il suo primo incontro sull'erba di Wimbledon, e Owen Davidson vendicò in quattro set la sconfitta subita a Roma.
Il 27 settembre Panatta salì definitivamente alla ribalta del tennis italiano vincendo a sorpresa i Campionati italiani assoluti disputati alla Virtus Tennis di Bologna. In finale sconfisse in cinque set, con il punteggio di 6–1, 3–6, 3–6, 10–8, 6–4, l'ormai trentasettenne Nicola Pietrangeli, pluridetentore del titolo e reduce da 11 incontri vinti consecutivamente nella manifestazione, che servì per il match sul 5–4 nel quarto set e si ritrovò in vantaggio 4–1 nel quinto. Fu un incontro spartiacque che segnò un autentico passaggio di consegne tra i due campioni.

### 1971: primo titolo ATP, Trofeo Bonfiglio, bis agli assoluti
Cominciò la stagione con due tornei ATP disputati consecutivamente in Sicilia. Nel primo, a Palermo, superò Lluis Bruguera e Sever Dron, approdando ai quarti di finale dove venne eliminato da Roger Taylor. Nel secondo, a Catania, il percorso fu identico al precedente. Nei primi due turni prevalse su Syd Ball e Patrice Dominguez, mentre nei quarti venne sconfitto da Pierre Barthes.
Alla quarta presenza agli Internazionali d'Italia, dopo aver sconfitto al primo turno Bill Bowrey, dovette nuovamente arrendersi al secondo, stavolta per mano di Arthur Ashe.
Dal 14 al 16 maggio, nei quarti della Zona B europea di Coppa Davis disputati sulla terra rossa di Zagabria, l'Italia si trovò di fronte la Iugoslavia, che si impose per 3–2. Panatta fu battuto in singolare da Boro Jovanović e, in coppia con Massimo Di Domenico, perse anche la prova di doppio contro il duo Franulović / Jovanović.
Alla sua terza presenza al Roland Garros si arrese al terzo turno. A sbarrargli la strada fu Patrice Dominguez, dopo che nei primi due turni aveva superato Stanley Matthews e Wanaro N'godrella.
Alla seconda partecipazione a Wimbledon si spinse fino ai sedicesimi di finale, dove venne sconfitto da Cliff Richey dopo aver eliminato al primo turno il qualificato Butch Seewagen e al secondo Charlie Pasarell.
Al torneo di Gstaad, sconfisse al primo turno Ross Case per poi inchinarsi a Roy Emerson.
Nell'unica edizione del torneo di Senigallia valevole per il Grand Prix disputò sui campi del Ponte Rosso il suo primo torneo del circuito maggiore come testa di serie nº 1. Se lo aggiudicò l'8 agosto superando in finale Martin Mulligan con il punteggio di 6–3, 7–5, 6–1, dopo avere sconfitto, nella sua seconda semifinale in carriera, František Pála, al quale rimontò uno svantaggio di 1–6, 1–4. Fu il primo titolo vinto da un tennista italiano nell'era Open.
Il 25 settembre conquistò la tredicesima edizione del Trofeo Bonfiglio superando in finale Jiří Hřebec con il punteggio di 6–2, 3–6, 7–5, 4–6, 6–2.
Il 3 ottobre, al circolo le Cascine di Firenze, andò in scena la rivincita del match di dodici mesi prima contro Nicola Pietrangeli, nella finale dei Campionati italiani assoluti. Fu di nuovo Panatta a spuntarla, ancora in cinque set (6–4, 2–6, 6–1, 7–9, 6–4). Era la definitiva ascesa di una nuova stella, insieme a un sipario che calava sulla storia del tennis italiano.

### 1972: quarti al Roland Garros, finali ad Amburgo e Gstaad
A Salisbury vinse il suo primo incontro in carriera sul cemento, superando al primo turno Szabolcs Baranyi prima di arrendersi a Tom Gorman. A Madrid venne eliminato nei quarti di finale da František Pála, dopo aver superato nei primi due turni Raymond Moore e Stan Smith.
Sotto le aspettative fu la sua quinta partecipazione agli Internazionali d'Italia dove per la prima volta in era Open venne sconfitto all'esordio, da István Gulyás.
Dal 5 al 7 maggio, nel primo turno della Zona A europea di Coppa Davis, disputò la prova di doppio in coppia con Nicola Pietrangeli sconfiggendo il duo formato da Ernst Blanke e Rudolf Hoskowetz e conquistò il terzo dei cinque punti con cui l'Italia guidata da Giordano Majoli eliminò l'Austria. Dal 20 al 22 maggio l'Italia affrontò l'Olanda sconfiggendola per 4–1 nei quarti di finale della Zona A europea di Coppa Davis. Panatta vinse il primo singolare, contro Jan Hordijk, e in coppia, per la seconda volta in carriera, con Nicola Pietrangeli sconfisse Hordijk e Hemmes.
Al suo quarto Roland Garros raggiunse i quarti di finale, primo tennista italiano dell'era Open a essersi spinto così avanti in una prova del Grande Slam. Al primo turno superò il detentore del titolo e testa di serie numero 2 Ilie Năstase, che affrontava per la prima volta in carriera. Nei sedicesimi di finale sconfisse il qualificato Vladimir Korotkov e negli ottavi Raymond Moore. A interrompere il suo cammino fu Aleksandre Met'reveli.
Nella sua seconda esperienza al torneo di Amburgo raggiunse la prima finale in stagione, la seconda in carriera, dove fu sconfitto dallo spagnolo Manuel Orantes, dopo aver superato, nell'ordine, Patrick Hombergen, Dick Crealy, Barry Phillips Moore e Jan Kodeš, testa di serie numero 1.
Dal 16 al 18 giugno, nella semifinale della Zona A europea di Coppa Davis, l'Italia fu eliminata 4–1 dalla Romania. Panatta si arrese subito a Ion Țiriac in singolare; perse per la prima volta in Davis in coppia con Nicola Pietrangeli, che disputava il suo ultimo incontro nella manifestazione, contro Nastase / Tiriac, e nell'ultima giornata fu sconfitto in singolare anche da Nastase, a risultato acquisito.
A Wimbledon, dove partecipava per la terza volta, non andò oltre i sedicesimi di finale. Dopo aver superato all'esordio Neale Fraser e nel secondo turno Jan Kukal, si arrese a Jimmy Connors. A Gstaad, nella sua seconda finale dell'anno, la terza in carriera, fu sconfitto da Andrés Gimeno, neo vincitore del Roland Garros, dopo aver superato, nell'ordine, Tadeusz Nowicki, Antonio Muñoz, Jean-Loup Rouyer e in semifinale Ion Tiriac.
A Toronto dovette arrendersi nei quarti di finale a Ilie Năstase, futuro vincitore del torneo, a causa di un fastidio alla schiena che lo costrinse al ritiro nel corso del primo set.
Sull'erba del torneo di Merion fu eliminato negli ottavi di finale da Jimmy Connors dopo aver sconfitto George Hardie e Anand Amritraj. Alla sua prima partecipazione agli US Open, che si disputavano sull'erba del West Side Tennis Club di Forest Hills, fu subito eliminato da Clark Graebner.
Concluse la stagione con il terzo titolo consecutivo ai Campionati italiani assoluti, disputati al CT EUR di Roma, conquistato sconfiggendo in finale il compagno di doppio Paolo Bertolucci con un triplo 6–2.

### 1973: Bournemouth, semifinale al Roland Garros, sei finali, top 10

Panatta nel 1973 con l'allora compagna Loredana Bertè

Al WCT di Milano eliminò all'esordio Ross Case ma al turno successivo dovette inchinarsi a Ken Rosewall.
A Valencia, il 1º aprile, disputò la sua quarta finale nel circuito maggiore, dove fu sconfitto in tre set da Manuel Orantes. Per arrivarci aveva superato negli ottavi il non ancora diciassettenne Björn Borg, che affrontava per la prima volta in carriera e che sconfisse con il punteggio di 6–2, 6–1. Nei quarti di finale eliminò Harald Elschenbroich e in semifinale Patrick Proisy. Al torneo di Barcellona, l'8 aprile giocò la sua seconda finale ATP consecutiva. A impedirgli di sollevare il trofeo fu stavolta Ilie Năstase, che si impose in quattro set. Per raggiungere l'ultimo atto Panatta aveva eliminato al primo turno Nicholas Kalogeropoulos e negli ottavi Björn Borg, sconfitto per la seconda volta in sette giorni (2–6, 6–2, 6–3). Nei quarti di finale aveva eliminato Patrick Hombergen e in semifinale Manuel Orantes. A Nizza, il 15 aprile, disputò la sua terza finale ATP consecutiva, record nel tennis italiano dell'era Open, eguagliato prima da Fabio Fognini e poi da Jannik Sinner oltre 40 anni più tardi. In tabellone aveva superato Kim Warwick, Paul Gerken e nei quarti di finale Ion Tiriac. In semifinale si era imposto su Wanaro N'godrella in cinque set. A sbarrargli la strada in finale fu ancora Manuel Orantes, che lo piegò dopo un match maratona durato quattro ore e mezza e chiuso 12–10 al quinto set.
Al torneo di Monte Carlo, superò i primi due turni contro Kjell Johansson e Bernard Mignot per poi inchinarsi nei quarti di finale a Georges Goven.
A Madrid eliminò al primo turno lo iugoslavo Nicola Spear. Negli ottavi di finale sconfisse Patrice Dominguez e nei quarti Juan Gisbert. In semifinale approfittò del ritiro di Manuel Orantes nel secondo set. Nella sua quarta finale in stagione dovette piegarsi nuovamente a Ilie Năstase.
A Firenze superò nei primi due turni i francesi Thierry Bernasconi e Jean-François Caujolle. Nei quarti si impose su Paul Gerken e in semifinale su Paolo Bertolucci. La quinta finale della stagione fu anche la terza in cui dovette soccombere a Ilie Năstase.
Al torneo di Bournemouth giunse per la sesta volta in stagione all'atto finale di un torneo. Dopo sette finali perse consecutivamente, riuscì a conquistare il secondo dei suoi 10 titoli ATP, l'unico di categoria equivalente all'attuale ATP Tour 500. Nei primi due turni superò Paul Gerken (7–5, 6–0) ed Eddie Dibbs (6–2, 6–2). Negli ottavi di finale eliminò Željko Franulović (9–8, 6–0), mentre la sua vittima nei quarti fu Patrice Dominguez (5–7, 6–4, 6–4). In semifinale ebbe vita facile su Ross Case, superato per 6–2, 6–4. In finale affrontò per la quarta volta in cinque settimane l'imminente n. 1 del mondo Ilie Năstase imponendosi in rimonta con il punteggio di 6–8, 7–5, 6–3, 8–6. Fu la seconda delle sue tre vittorie in carriera contro il campione romeno, nella circostanza molto polemico nei confronti del giudice di sedia per alcune chiamate, a suo dire, a lui contrarie.
Dal 18 al 20 maggio, per i quarti della Zona B europea di Coppa Davis, l'Italia guidata da Fausto Gardini affrontava la Bulgaria. Panatta concesse soltanto sei giochi a Ljuben Genov e, in coppia con Bertolucci, si aggiudicò anche la prova di doppio contro i gemelli Matej e Božidar Pampulov. A risultato acquisito Bertolucci e Panatta conquistarono anche gli ultimi due singolari, fissando il punteggio finale della sfida sul 5–0 per l'Italia.
Alla sua quinta partecipazione al Roland Garros, Panatta, testa di serie numero 8, negli ottavi di finale sconfisse per la terza volta consecutiva l'esordiente Björn Borg, che subì la prima delle sue uniche due sconfitte in carriera agli Internazionali di Francia (6–7, 6–2, 5–7, 6(2)–7). Nei quarti Panatta si impose su Tom Okker e diventò il primo tennista italiano dell'era Open a raggiungere la semifinale in una prova del Grande Slam, figurando per 51 anni come il più giovane tennista del proprio Paese ad avere raggiunto il penultimo atto del Major parigino, prima della semifinale raggiunta da Jannik Sinner nel 2024. La partecipazione alla sua prima finale Slam gli fu preclusa da Nikola Pilić che, in tre set, interruppe una serie di 13 vittorie consecutive.
Gli Internazionali d'Italia, cui prendeva parte per la sesta volta, continuavano a non regalargli sorrisi. Dopo il successo su Andrew Pattison, arrivò la sconfitta nei sedicesimi di finale per opera di Patrice Dominguez.
Era l'anno del boicottaggio da parte dell'ATP nei confronti del torneo di Wimbledon, colpevole secondo i giocatori di avere rifiutato l'iscrizione al torneo di Nikola Pilić a causa di una squalifica. Aderì anche Panatta, al quale la decisione costò un anno di squalifica dalla Coppa Davis, inflittagli dalla Federazione Italiana Tennis, che di fatto gli impedì di prendere parte alla manifestazione per un anno.
Con l'introduzione del nuovo sistema di calcolo computerizzato il 23 agosto Panatta si issava alla posizione nº 8 della classifica mondiale, primo dei sei tennisti italiani a essere mai entrati nella top 10.
Alla sua seconda partecipazione agli US Open riuscì a superare due turni eliminando, nell'ordine, Victor Amaya e Toma Ovici, prima di cedere il passo ad Allan Stone.
Tornato in Italia conquistò per la quarta volta consecutiva i Campionati italiani assoluti, disputati al Tennis Club Perugia, superando nuovamente in finale Paolo Bertolucci, in tre set (6–2, 6–4, 6–3), dopo aver eliminato Nicola Pietrangeli nei quarti di finale con il punteggio di 6–3, 6–1, 7–5, nell'ultimo confronto diretto tra i due giocatori.
A Madrid sconfisse al primo turno lo spagnolo José Castanon e al secondo Roscoe Tanner. Negli ottavi di finale fu Jaime Fillol a chiudergli il cammino. Concluse la stagione alla posizione n. 14 della prima classifica mondiale computerizzata della storia.

### 1974: terzo titolo ATP, cinquina agli assoluti
L'adesione al World Championship Tennis (WCT) gli impose di iniziare la stagione dagli Stati uniti, con il torneo di Philadelphia dove raggiunse i quarti di finale. A eliminarlo fu Arthur Ashe.
Raggiunse i quarti di finale anche al torneo di Bologna, dopo aver eliminato al primo turno Vladimír Zedník e negli ottavi Corrado Barazzutti. A estrometterlo dal torneo fu Mark Cox. Al WCT di Londra, dopo aver eliminato Gerald Battrick, perse in due tie-break contro il britannico Stephen Warboys. Al WCT di Barcellona, nel primo turno ebbe la meglio su Lluis Bruguera e negli ottavi su Jun Kamiwazumi. Nei quarti di finale subì la prima sconfitta in carriera da Björn Borg (6–4, 6–4).
Al torneo WCT di San Paolo il suo cammino si fermò negli ottavi di finale per mano di Thomaz Koch. Nel primo turno del torneo di Tucson, sconfisse nuovamente Dick Crealy e nei sedicesimi Jim McManus, mentre negli ottavi di finale fu sconfitto da Rod Laver, nº 9 del mondo, nel primo dei suoi due confronti diretti con il fuoriclasse australiano. Al WCT di Tokyo il suo cammino si fermò ai quarti di finale per mano di Onny Parun.
Al suo ritorno in Italia conquistò il suo terzo torneo ATP, a Firenze. Nei sedicesimi di finale eliminò il francese Christophe Casa (6–1, 6–2), negli ottavi Ezio Di Matteo (6–2, 6–1) e nei quarti Vincenzo Franchitti (7–6, 6–2). In semifinale sconfisse l'argentino Julián Ganzábal, (3–6, 7–5, 6–2). La finale, disputata lunedì 13 maggio a causa delle avverse condizioni meteorologiche, lo vide imporsi per 6–3, 6–1 sul compagno di doppio in Coppa Davis Paolo Bertolucci, insieme al quale si aggiudicò il titolo in doppio.
A Monaco si spinse in semifinale dove si arrese a Jürgen Fassbender, vincitore del torneo.
Amara fu la sua settima partecipazione agli Internazionali d'Italia, dove era testa di serie n. 5, che lo vide uscire al primo turno per la seconda volta in carriera, per mano di Ismail El Shafei.
La sua sesta esperienza al Roland Garros, dove difendeva la semifinale dell'anno precedente, fu dal giocatore stesso definita "la peggiore". Fu eliminato al secondo turno da Hans-Jürgen Pohmann, dopo che al primo aveva sconfitto Boro Jovanović, ritiratosi nel corso del secondo set.
Il risultato ottenuto a Parigi lo fece scendere repentinamente al nº 44 del ranking.
Alla sua quarta presenza a Wimbledon superò i primi due turni sconfiggendo, nell'ordine, Hans-Jürgen Pohmann e Patrick Proisy, per poi arrendersi a Jimmy Connors, nº 2 del ranking.
A Båstad raggiunse la sua undicesima finale in carriera, superando i primi tre turni senza perdere un set contro Belus Prajoux, Steve Krulevitz e Leif Johansson. In semifinale Paolo Bertolucci gli strappò il secondo set arrendendosi poi in quattro partite. Nell'atto conclusivo, il 14 luglio, Panatta fu sconfitto per la seconda volta in carriera (la prima sulla terra rossa) da Björn Borg, nº 8 del mondo, con il punteggio di 3–6, 0–6, 7–6, 3–6.
La settimana successiva tornò a giocare in Coppa Davis, dopo aver scontato la squalifica inflittagli l'anno precedente dalla F.I.T., nella semifinale della Zona A europea. L'Italia superò la Svezia con il punteggio di 3–2. Panatta vinse il singolare contro Leif Johansson. La coppia Panatta / Bertolucci conquistò il secondo punto per l'Italia superando il duo Borg / Bengtson. Ininfluente fu la terza sconfitta subita da Panatta in carriera contro Borg. Dal 2 al 4 agosto l'Italia affrontava la Romania, nella finale della Zona A europea vinta dagli "Azzurri" per 3–2. Panatta sconfisse Ion Țiriac e, insieme a Paolo Bertolucci, vinse la determinante sfida contro la coppia Năstase / Tiriac (6–4, 8–6, 6–8, 4–6, 6–2).
A settembre, alla Favorita di Palermo, Panatta conquistò i Campionati Italiani Assoluti per la quinta volta consecutiva, rimontando due set di svantaggio in finale a Corrado Barazzutti (3–6, 2–6, 6–2, 6–3, 6–2).
Nella semifinale Interzone, perduta 1–4 contro il Sudafrica, disputata dal 3 al 5 ottobre sul cemento dell'Ellis Park di Johannesburg, Panatta venne battuto da Raymond Moore. In doppio la prima sconfitta in Coppa Davis della coppia Panatta / Bertolucci, per opera del duo Hewitt / McMillan, sancì l'eliminazione dell'Italia, rendendo inutile l'incontro vinto da Panatta su Hewitt a risultato ormai acquisito a favore del Sudafrica.
Panatta concluse la stagione al nº 34 della classifica mondiale.

### 1975: Kitzbühel, Super Series Stoccolma, semifinale Roland Garros, finali Masters
Nel WCT di Richmond fu eliminato ai quarti di finale dal nº 7 del mondo Arthur Ashe. Diverse furono le eliminazioni ai primissimi turni della prima parte del 1975, mentre al torneo di Monte Carlo riuscì ad arrivare ai quarti dove venne eliminato da Bob Hewitt.
Al WCT di Johannesburg perse per ritiro senza scendere in campo con Bob Hewitt. Al torneo WCT di Stoccolma subì un'altra eliminazione al primo turno, per mano del giocatore di casa Jan Zabrodsky.
A Firenze, dove era campione uscente, si fermò ai quarti di finale; fu Ramiro Benavides a eliminarlo a sorpresa. Seguirono due sconfitte al primo turno, rispettivamente nel torneo di Bournemouth e in quello di Amburgo.
La sua ottava esperienza agli Internazionali d'Italia lo vide giungere per la seconda volta in carriera agli ottavi di finale. Nel primo turno eliminò John Yuill e nei sedicesimi Paul Gerken. A eliminarlo fu Manuel Orantes.
Il suo ranking ATP scese al nº 53, il peggiore fino a quel momento dall'avvento del computer.
Al suo settimo Roland Garros superò facilmente i primi due turni. Nei sedicesimi di finale sconfisse per la terza e ultima volta in carriera Ilie Năstase, nº 6 del mondo, nella sua prima vittoria contro un top 10. Nel turno successivo eliminò Jaime Fillol, conquistando i quarti di finale dove ebbe la meglio su John Andrews. Nella sua seconda semifinale Slam fu sconfitto per la quarta volta in carriera (l'unica sul rosso di Parigi) da Björn Borg, nº 4 del mondo, campione in carica e futuro vincitore del torneo, con il punteggio di 6–4, 1–6, 7–5, 6–4.
Dal 20 al 22 giugno, nella semifinale della Zona B europea di Coppa Davis contro la Francia, l'Italia fu sconfitta per 3–2. Panatta perse il primo singolare con François Jauffret, mentre Panatta e Bertolucci si aggiudicarono la gara di doppio su Jauffret e Dominguez portando in vantaggio l'Italia, 2–1. Dominguez riportò la Francia in parità battendo Panatta. L'eliminazione dell'Italia dal torneo portò all'esonero del capitano non giocatore Fausto Gardini. A causa delle due sconfitte subite, Panatta divenne oggetto di aspre critiche da parte di stampa e opinione pubblica.
Al torneo di Wimbledon, dopo aver superato i primi due turni venne eliminato nei sedicesimi di finale da Raúl Ramírez.
Nella sua prima esperienza al torneo di Kitzbühel sconfisse all'esordio Szabolcs Baranyi con un netto 6–1, 6–1. Negli ottavi di finale vinse 6–4, 6–4 contro Harald Elschenbroich. Nessun problema neanche nei quarti contro Balázs Taróczy (6–4, 6–2). Altrettanto agevole fu la semifinale contro Wojciech Fibak, sconfitto per 6–0, 6–4. L'unico set perso nel torneo fu il primo nella finale disputata contro Jan Kodeš, che lo vide imporsi per 2–6, 6–2, 7–5, 6–4. Fu il suo quarto titolo ATP conquistato in carriera in singolare, mentre, insieme a Paolo Bertolucci, si aggiudicò anche il suo settimo torneo di doppio.
Partecipò poi a una serie di tornei su terra negli Stati Uniti. A Indianapolis uscì negli ottavi di finale per mano di Onny Parun, che interruppe una serie di otto incontri vinti consecutivamente. A Montréal Panatta si spinse fino ai quarti di finale, dove fu sconfitto da Manuel Orantes, nº 9 del mondo. A Boston eliminò al primo turno il sudafricano John Eagleton e venne poi sconfitto da Rod Laver, nel secondo e ultimo confronto diretto tra i due giocatori.
Tornato in Italia vinse per la sesta volta consecutiva, a Bari, il suo ultimo titolo di Campione italiano assoluto in singolare, sconfiggendo per la terza volta nella finale di questa manifestazione Paolo Bertolucci, che lo spinse al quinto set (1–6, 6–2, 6–2, 3–6, 6–3).
A Madrid raggiunse la sua tredicesima finale in carriera, senza perdere un set, grazie ai successi su Frew McMillan, Harald Elschenbroich, Onny Parun e sul nº 3 del ranking, Guillermo Vilas, che affrontava per la prima volta in carriera. In semifinale sconfisse per la quarta volta Björn Borg, nº 5 del mondo, con il punteggio di 7–5, 6–0, 6–2. Nell'atto conclusivo si arrese a Jan Kodeš in quattro set. La settimana successiva giunse per la quattordicesima volta in finale, al torneo Godó di Barcellona, dove venne sconfitto da Bjorn Borg con il punteggio di 1–6, 7–6, 6–3, 6–2.
Al Super Series di Stoccolma conquistò il titolo fino a quel momento più importante della sua carriera. Il primo turno lo vide superare Haroon Rahim per 6–3, 6–4. Nei sedicesimi di finale eliminò Sherwood Stewart per 6–2, 7–5, mentre negli ottavi ebbe la meglio su Karl Meiler in tre tie-break. Nei quarti sconfisse per la prima volta in carriera Arthur Ashe, nº 7 del ranking, per 6–3, 6–2. La semifinale lo vide imporsi su Onny Parun con un doppio 6–3. La sua quindicesima finale in carriera, disputata il 9 novembre, fu definita dallo stesso Panatta "una partita perfetta". Dall'altra parte della rete c'era il nº 1 del mondo, Jimmy Connors, sconfitto in rimonta con il punteggio di 4–6, 6–3, 7–5. Per Panatta fu il quinto titolo ATP in carriera, il primo conquistato da un tennista italiano su una superficie diversa dalla terra rossa e, a tutt'oggi, l'unico vinto da un tennista italiano battendo in finale un giocatore posizionato al primo posto della classifica mondiale. Fu inoltre il primo titolo di categoria equipollente all'attuale ATP World Tour Masters 1000 vinto da un tennista italiano.
Tre giorni dopo Panatta era già in Sudamerica, sulla terra rossa di Buenos Aires, dove raggiunse la quinta finale in stagione. Al primo turno eliminò Jairo Velasco, Sr., mentre negli ottavi di finale superò Patricio Cornejo e nei quarti José Edison Mandarino. In semifinale dovette ricorrere al quinto set per avere la meglio su Jaime Fillol. Nell'atto conclusivo, dopo 10 incontri vinti consecutivamente, fu sconfitto con il punteggio di 6–1, 6–4, 6–4 da Guillermo Vilas, nº 3 del ranking mondiale, mostrando nell'arco dell'incontro evidenti segni di nervosismo. Nello stesso torneo si aggiudicò il titolo di doppio in coppia con Paolo Bertolucci sconfiggendo in finale il duo formato da Jürgen Fassbender / Hans-Jürgen Pohmann. Superando il secondo turno del torneo di Johannesburg contro il padrone di casa Mickey Styles, mise a segno la 53ª vittoria stagionale, record personale in carriera, dietro soltanto ai 55 successi ottenuti da Corrado Barazzutti nel 1978 e ai 73 di Jannik Sinner nel 2024.
Pur avendo chiuso la stagione alla posizione nº 14, le rinunce di alcuni colleghi meglio di lui posizionati in classifica gli consentirono la partecipazione alle finali dei Masters di fine anno, le prime disputate da un tennista italiano, alle quali giunse però privo delle necessarie energie psicofisiche, soprattutto per via delle numerose e complicate trasferte cui si era sottoposto negli ultimi due mesi. Il torneo si disputò a Stoccolma e Panatta non andò oltre i tre turni di Round Robin dove subì altrettante sconfitte, rispettivamente da Manuel Orantes, nº 9 ATP, Arthur Ashe, nº 7 e Ilie Năstase, nº 8.

### 1976: l'anno magico, doppietta Roma-Parigi, Coppa Davis, top 4
La sua migliore stagione in assoluto cominciò con la partecipazione all'unica edizione ufficiale della Coppa Puma, disputata sul sintetico del Palazzo dello Sport dell'EUR di Roma, dove fu sconfitto in semifinale dal nº 4 del mondo, Arthur Ashe, futuro vincitore del torneo, dopo aver superato al primo turno Frew McMillan e nei quarti di finale Mark Cox.
A Barcellona giunse in semifinale nella quale subì, in rimonta, l'unica sconfitta in carriera nel circuito maggiore contro Paolo Bertolucci, che si sarebbe poi aggiudicato il titolo. A Monte Carlo, dopo aver superato Jan Kodeš, si arrese nei quarti di finale a François Jauffret. Giunse poi in semifinale al torneo WCT di Stoccolma dove fu sconfitto dal n. 7 del mondo Ilie Năstase, dopo aver eliminato negli ottavi Jiří Hřebec e nei quarti Björn Borg, n. 2 del mondo, che sconfisse per la quinta volta in carriera, con il punteggio di 5–7, 6–3, 6–1.
Nei preliminari della Zona B europea di Coppa Davis, contro la Polonia, si aggiudicò i due singolari, contro Henrik Drzymalski e Czeslaw Dobrowolski, e il doppio insieme a Paolo Bertolucci (che vinse anche gli altri due singolari), contro la coppia formata da Henrik Drzymalski e Jerzy Jasinsky. L'Italia, capitanata per la prima volta da Nicola Pietrangeli, si impose per 5–0.
Al torneo di Las Vegas sconfisse al primo turno Haroon Rahim, negli ottavi di finale eliminò Bob Lutz, per poi arrendersi a Ken Rosewall, nº 6 del ranking.
Nella penultima settimana di maggio, nei quarti di finale della Zona B europea di Coppa Davis, l'Italia superò la Iugoslavia per 5–0. Panatta si aggiudicò entrambi i singolari, rispettivamente contro Nikola Pilić e Željko Franulović, oltre al doppio con Paolo Bertolucci, contro il duo Pilić / Franulović.
La nona partecipazione agli Internazionali d'Italia fu quella dell'incoronazione. Panatta era nº 14 del ranking mondiale e testa di serie nº 3. Nel primo turno, il 25 maggio, superò con il punteggio di 3–6, 6–4, 7–6(8) Kim Warwick, rimontando uno svantaggio di cinque giochi a uno nel terzo set, durante il quale annullò ben 11 match-point (sei sul 5–2, tre consecutivi sul 5–4 e due sul 6–4 del tie-break), 10 dei quali in risposta. Dopo di lui, nell'era Open, soltanto Simon Youl è riuscito a vincere un incontro salvando un numero altrettanto elevato di palle-match. Dopo aver avuto la meglio su Tonino Zugarelli (7–6, 6–3) al secondo turno, negli ottavi di finale dispose agevolmente di Željko Franulović (6–4, 6–1). Nella prima partecipazione di Panatta ai quarti di finale del torneo, Harold Solomon, dopo aver rimontato uno svantaggio di quattro giochi a zero nel set decisivo, si era trovato a servire per il match sul 5–4, ma abbandonò l'incontro sullo 0–30 in segno di protesta contro una chiamata a lui contraria. Il punteggio registrato sugli almanacchi è 6–2, 6–7, 4–5 Rit. In semifinale, la seconda disputata a Roma da un tennista italiano nell'era Open, Panatta sconfisse senza patemi John Newcombe (6–2, 6–4, 6–4). Il 30 maggio fu la data della prima finale giocata da un tennista italiano agli Internazionali d'Italia in era Open, la seconda per Panatta in un torneo di categoria equivalente all'attuale ATP World Tour Masters 1000. Dopo la finale persa nettamente a Buenos Aires sei mesi prima, affrontò nuovamente Guillermo Vilas, nº 4 del mondo e prima testa di serie del torneo, e trionfò in rimonta con il punteggio di 2–6, 7–6(5), 6–2, 7–6(1), rimontando da 3–5 nel tie-break del secondo set e salvando tre set-point consecutivi nel quarto. Diventò così il quinto tennista italiano della storia a essersi aggiudicato gli Open d'Italia. Quello del 1976 è il sesto successo ottenuto da un tennista italiano agli Internazionali d'Italia, il solo conquistato in era Open. Prima della vittoria di Fabio Fognini al torneo di Monte Carlo del 2019 rimase per quasi 43 anni l'ultimo sigillo italiano in un torneo di categoria equivalente all'ATP Tour Masters 1000. Per Panatta fu il sesto titolo ATP in carriera, il secondo e ultimo al livello Masters 1000.

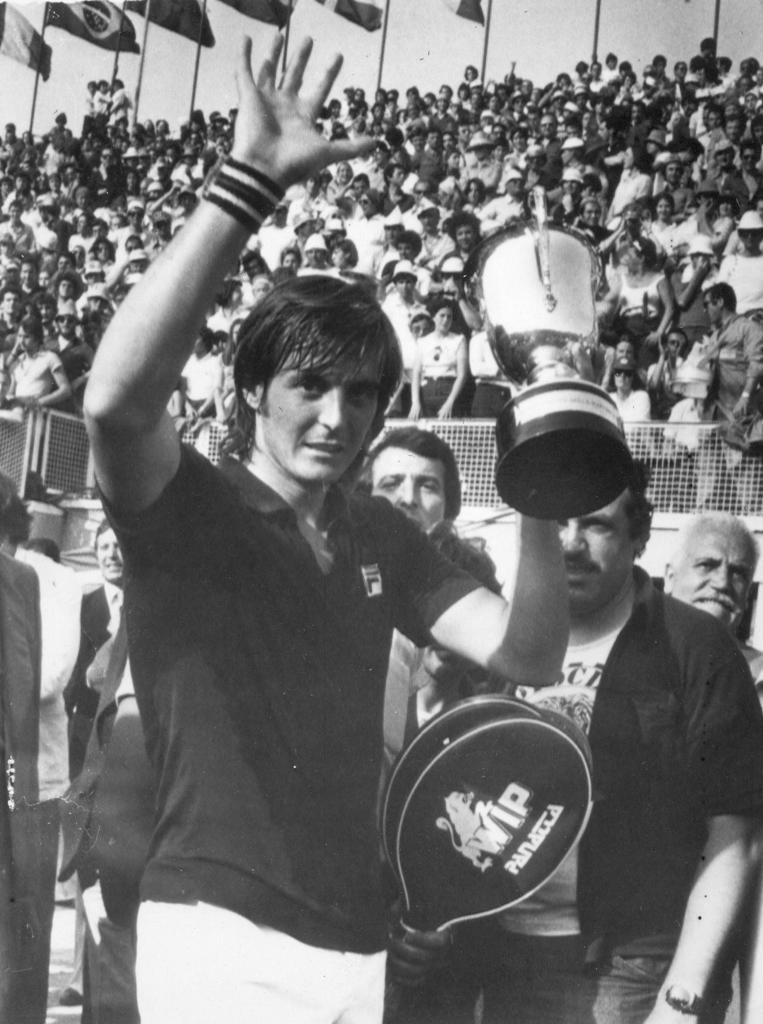
Panatta premiato come vincitore a Roma nel 1976

L'incantesimo del Foro Italico proseguì al Roland Garros, dove Panatta partecipava per l'ottava volta agli Internazionali di Francia, ed era la testa di serie nº 8. Tutto ricominciò, il 2 giugno, esattamente come era iniziato otto giorni prima a Roma: una palla-match annullata. A non trasformarla stavolta fu Pavel Hutka. In un equilibratissimo quinto set Panatta era al servizio in svantaggio 9–10 (30–40). Con una risposta di rovescio a una seconda di servizio seguita a rete da Panatta, Hutka colpì il nastro costringendo Panatta a giocare una demi-volée di dritto che cadde a due metri dalla riga di fondo. Il cecoslovacco confezionò un insidioso pallonetto liftato di rovescio che Panatta agganciò con la sua tipica "veronica", difensiva. Hutka la raggiunse lasciando partire un passante incrociato di rovescio in slice sul quale l'italiano si distese con una volée vincente in tuffo di rovescio, che piegò definitivamente le resistenze dell'avversario. Il punteggio finale fu 2–6, 6–2, 6–2, 0–6, 12–10. Decisamente più agevole fu il secondo turno contro Jun Kuki, sconfitto in tre set per 6–3, 6–2, 6–4. Nei sedicesimi di finale Panatta superò Jiří Hřebec con lo score di 6–3, 6–3, 2–6, 7–6. Gli ottavi lo videro imporsi per la terza volta in due settimane su Zeljko Franulovic (6–2, 6–2, 6–7, 6–3). Nei quarti di finale Björn Borg, nº 2 del mondo, testa di serie nº 1 e campione in carica del torneo, subì la sua seconda sconfitta in carriera al Roland Garros, dove era reduce da 18 vittorie consecutive e dove nessun altro giocatore lo avrebbe più battuto. Panatta si impose in quattro set, per 6–3, 6–3, 2–6, 7–6(2). Fu la sua sesta e ultima vittoria sul campione svedese, grazie alla quale raggiunse la sua terza semifinale Slam. Sulla scia dell'entusiasmo, disputò quella che, a detta dello stesso giocatore, fu la sua migliore partita in carriera sulla terra rossa, e si impose con facilità su Eddie Dibbs con il punteggio di 6–3, 6–1, 7–5, approdando alla sua unica finale di un torneo del Grande Slam, terzo italiano ad aver realizzato l'impresa dopo Giorgio De Stefani e Nicola Pietrangeli, entrambi in era amatoriale. Nell'era Open la finale del 1976 è rimasta fino al 2021 (Matteo Berrettini a Wimbledon) l'unica disputata da un tennista italiano in una prova dello Slam, mentre, per un'altra finale a Parigi, si è dovuto attendere 49 anni (Jannik Sinner nel 2025).
Ad attendere Panatta nell'atto conclusivo, il 13 giugno, c'era Harold Solomon, che Panatta affrontava nuovamente dopo l'abbandono per proteste dell'americano nei quarti di finale di Roma. Nonostante la voglia di rivalsa del giocatore di Washington, Panatta impose la propria superiorità tecnica nei primi due parziali, risentendo di un appannamento nel terzo. Dopo aver servito per il match sul 5–2 in suo favore, nel quarto set fu costretto al tie-break, dove riuscì a imporsi per sette punti a tre evitando un pericoloso calo fisico nell'eventuale quinta partita. L'incontro si chiuse con il punteggio di 6–1, 6–4, 4–6, 7–6(3). Panatta è l'unico tennista italiano ad avere centrato l'accoppiata Internazionali d'Italia-Internazionali di Francia nella stessa stagione. Nell'era Open è stato il terzo giocatore al mondo, su un totale di otto, ad avere realizzato l'impresa. Quello del Roland Garros 1976 è il primo titolo del Grande Slam conquistato da un tennista italiano nell'era Open, il terzo dopo i due successi ottenuti sempre a Parigi da Nicola Pietrangeli nel 1959 e nel 1960 (era Amatoriale), e precedente ai quattro titoli conquistati a partire dal 2024 da Jannik Sinner.
Al torneo di Nottingham, sconfisse al primo turno Haroon Rahim. Nei sedicesimi di finale, disputati soltanto qualche ora più tardi per via del maltempo, lo statunitense Mike Estep interruppe una serie di 16 incontri ATP vinti consecutivamente da Panatta, la terza più lunga mai realizzata da un tennista italiano. Alla sua sesta apparizione a Wimbledon Panatta fu accreditato della testa di serie numero 5, la seconda più alta mai assegnata a un tennista italiano in tale torneo nell'era Open, e uscì di scena al terzo turno, dopo nove incontri vinti consecutivamente al livello Slam, per mano dello statunitense Pasarell, affrontato grazie ai successi nei primi due turni su Jorge Andrew e Dale Collings. A Gstaad Panatta arrivò a disputare la sua diciannovesima finale, senza perdere un set, eliminando Jürgen Fassbender, Carlos Kirmayr, Ricardo Cano e Onny Parun. Nell'ultimo atto si arrese in quattro set a Raúl Ramírez, dopo 19 incontri ATP vinti consecutivamente sulla terra rossa, record per il tennis italiano.
Le quattro settimane successive furono dedicate interamente alla Coppa Davis. Dal 16 al 18 luglio, per la semifinale della Zona B europea, l'Italia affrontava una Svezia priva di Björn Borg, che diede sorprendentemente forfait dopo la sua prima vittoria a Wimbledon. Panatta sconfisse Rolf Norberg e, insieme a Paolo Bertolucci, batté la coppia svedese composta dallo stesso Norberg e Ove Bengtson. L'Italia si impose per 4–1 qualificandosi per la finale della Zona B europea, contro il Regno Unito, che si disputò dal 5 al 7 agosto sul campo nº 1 dell'impianto di Wimbledon. Panatta si aggiudicò il secondo singolare contro John Lloyd. Perse la sfida di doppio, sempre in coppia con Paolo Bertolucci, contro il duo formato dai fratelli Lloyd (con cinque match-point non trasformati) ma ebbe la meglio su Roger Taylor regalando all'Italia la qualificazione alla semifinale Interzone.
Il 24 agosto Panatta raggiunse il 4º posto nel ranking ATP in singolare, sua migliore classifica in carriera e secondo miglior piazzamento, alle spalle di Jannik Sinner, ottenuto da un tennista italiano dal 1973, anno dell'introduzione della classifica computerizzata.
A Boston, giunse ai quarti di finale dove venne battuto per la sesta volta in carriera da Björn Borg, nº 4 del mondo.
Deludente fu la sua terza partecipazione agli US Open, di cui aveva saltato le due edizioni precedenti e che dal 1975 si giocavano sulla terra verde. Accreditato della testa di serie numero 4, la seconda più alta mai assegnata a un tennista italiano in questo torneo nell'era Open, superò al primo turno Ove Bengtson, per poi uscire di scena per mano di Bill Scanlon.
Nella semifinale Interzone di Coppa Davis, disputata contro l'Australia dal 24 al 27 settembre, gli "Azzurri" si imposero per 3–2. Panatta subì nel suo primo singolare la sua prima sconfitta "romana" in Coppa Davis, per mano di John Alexander; insieme a Paolo Bertolucci si aggiudicò la prova di doppio contro il duo formato da Newcombe e Tony Roche, in una delle prove più brillanti mai offerte dalla coppia e, nel match decisivo, con le due squadre in parità sul 2–2, sconfisse Newcombe, in un incontro suddiviso in due giornate per via dell'oscurità, sospeso la domenica sul punteggio di 5–7, 8–6, 2–2 e chiuso lunedì 27 settembre con lo score di 5–7, 8–6, 6–4, 6–2 in favore di Panatta, che aprì le porte alla terza finale di Coppa Davis per l'Italia, disputata contro il Cile dal 17 al 19 dicembre all’Estadio Nacional de Chile di Santiago. Dopo il successo di Corrado Barazzutti su Jaime Fillol, Panatta vinse entrambi i singolari, prima contro Patricio Cornejo (6–3, 6–1, 6–3) e poi contro Jaime Fillol (8–6, 6–4, 3–6, 10–8), superando, in coppia con Paolo Bertolucci, anche il duo cileno Fillol / Cornejo (3–6, 6–2, 6–3, 9–7). La sconfitta di Tonino Zugarelli contro Belus Prajoux fissò il risultato finale sul 4–1 per i ragazzi capitanati da Nicola Pietrangeli. L'Italia conquistava la prima Coppa Davis della sua storia.

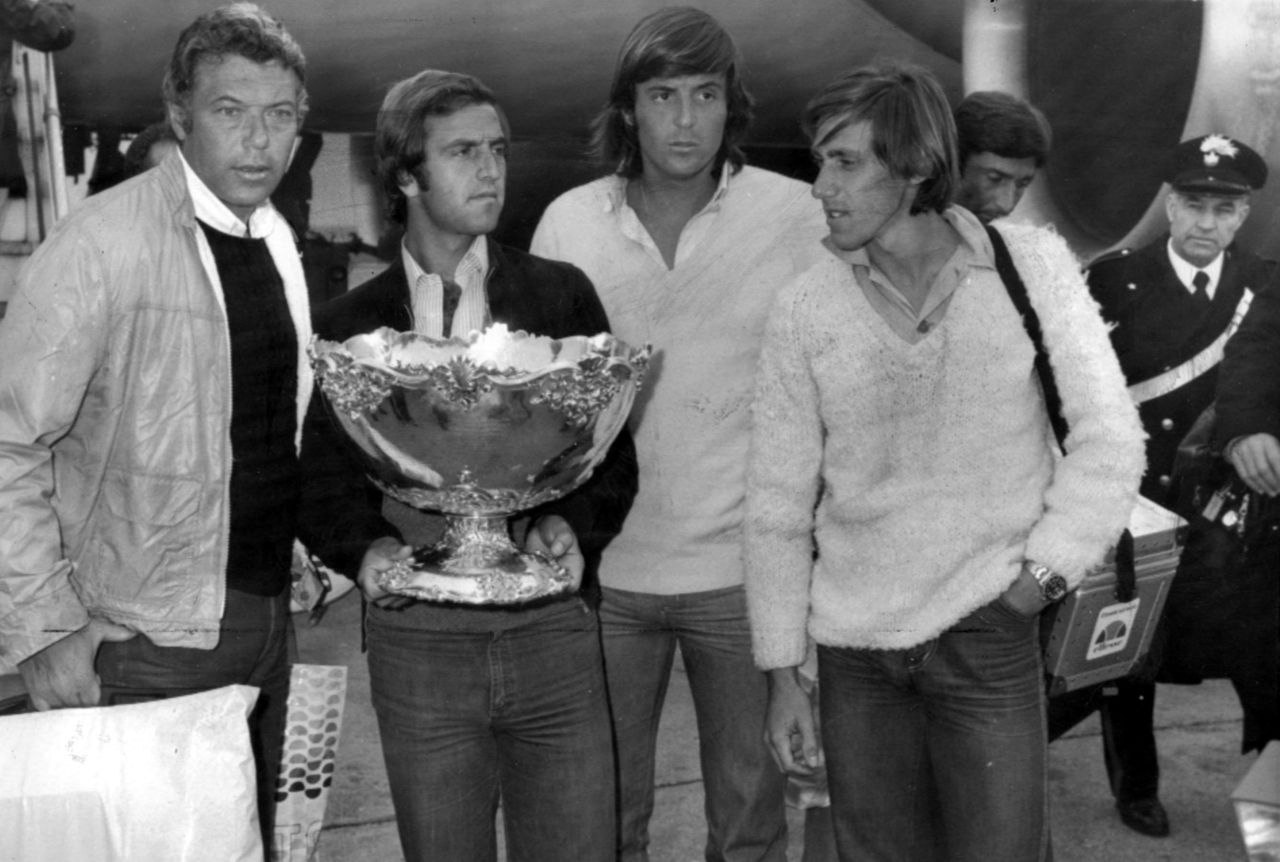
Da sinistra: il capitano non giocatore Pietrangeli, Bertolucci, Panatta e Barazzutti posano con il trofeo della Coppa Davis 1976

Pur chiudendo la stagione alla posizione n. 7 della classifica mondiale, Panatta, analogamente ad altri tennisti, decise di non partecipare alle finali del Masters di fine anno disputate a Houston, in un'edizione ricordata come una delle peggiori della storia in quanto a livello di partecipazione.

### 1977: Houston, seconda finale Davis
A gennaio prese parte al torneo WCT di Filadelfia, dove superò Tom Gorman e venne eliminato negli ottavi di finale da Tony Roche. Nelle semifinali del Pepsi Grand Slam, mini-torneo a 4 giocatori disputato sulla terra verde di Boca Raton, fu sconfitto da Björn Borg, n. 2 del mondo e futuro vincitore della manifestazione, dopo aver mancato tre match-point sul 5–4 in suo favore con Borg al servizio nel set decisivo (6–2, 4–6, 5–7).
Al WCT di Città del Messico, dopo aver eliminato negli ottavi di finale Corrado Barazzutti e nei quarti Jan Kodeš, giunse in semifinale dove fu sconfitto da Ilie Năstase, n. 3 del mondo, in un incontro caratterizzato da molte polemiche nei confronti dell'arbitraggio e da un black-out di energia elettrica di due minuti occorso durante il secondo set.
Dopo quattro eliminazioni consecutive al primo turno, al torneo di Monte Carlo fu sconfitto nei quarti di finale da Guillermo Vilas, nº 6 del mondo.
La settimana successiva partì per un'altra trasferta americana, che prese il via dalla settima edizione del torneo WCT di Houston, disputato sui campi in terra verde del River Oaks Country Club. Il 13 aprile, eliminando al primo turno il no 1 del mondo Jimmy Connors (6–1, 7–5), divenne il primo tennista italiano a sconfiggere due volte un giocatore in testa alla classifica mondiale computerizzata. Nei quarti di finale superò con il punteggio di 1–6, 6–3, 6–4 il quarantaduenne Ken Rosewall, due volte vincitore sulla terra del River Oaks Country Club. Nella semifinale, posticipata alla domenica per via delle avverse condizioni meteorologiche, sconfisse Eddie Dibbs, nº 8 ATP, con un doppio 6–2. Nella sua ventesima finale in carriera, lunedì 18 aprile, prevalse con il punteggio di 7–6(4), 6(3)–7, 6–1 su Vitas Gerulaitis, che fu colto da crampi all'inizio del terzo set dopo lo sforzo compiuto per riportare l'incontro in parità. Per Panatta fu l'ottavo titolo ATP, il primo vinto da un tennista azzurro fuori dal continente europeo, nonché il primo vinto da un top 10 italiano. Nello stesso torneo Panatta si aggiudicò anche la prova di doppio giocando in coppia con Ilie Năstase. Una settimana più tardi, al WCT di Charlotte, il suo cammino si concluse in semifinale per mano di Corrado Barazzutti, futuro vincitore del torneo. Grazie ai risultati ottenuti in stagione nel circuito WCT, si assicurò la partecipazione alle WCT Finals di Dallas dove fu sconfitto al primo turno dal nº 1 del mondo Jimmy Connors, futuro vincitore del titolo.
Alla sua decima presenza agli Internazionali d'Italia, l'unica da campione uscente, nonché da testa di serie nº 1 del torneo, il suo cammino si fermò ai quarti di finale dove fu eliminato da Vitas Gerulaitis, nº 8 del mondo e futuro vincitore del titolo. Alla sfida contro l'americano era giunto senza perdere un set superando nell'ordine, Nick Saviano, Tom Gullikson e Trey Waltke.
Al Roland Garros, dove era campione in carica, fu accreditato della testa di serie numero 2, la seconda più alta mai assegnata a un tennista italiano in una prova del Grande Slam nell'era Open. Al primo turno sconfisse il qualificato Patrice Beust e al secondo l'argentino Julián Ganzábal. Nei sedicesimi superò Paul McNamee e negli ottavi Buster Mottram, al quale recuperò due set di svantaggio. Nella sua quinta e ultima partecipazione ai quarti di finale degli Internazionali di Francia (record italiano dell'era Open) fu sconfitto da Raúl Ramírez, nº 5 del mondo, che interruppe una serie di undici incontri consecutivi vinti da Panatta sul rosso di Parigi.
Ai quarti di finale si fermò anche al Queen's di Londra. Dopo essere finalmente riuscito, al quarto tentativo, a superare il primo turno in questo torneo, contro Bernard Mitton, al secondo ebbe la meglio su Sherwood Stewart. Negli ottavi di finale ritrovò Kim Warwick dopo gli undici match-point che gli annullò tredici mesi prima a Roma e, anche in quella occasione, si impose salvando una palla per il match, nel secondo set. All'inizio del terzo, un crollo psicologico spinse Warwick ad abbandonare l'incontro (4–6, 9–8, 2–0 RIT). Nei quarti di finale, disputati poche ore dopo per via del maltempo dei giorni precedenti, Panatta fu sconfitto da Brian Gottfried.
Nella sua settima partecipazione a Wimbledon non riuscì ad andare oltre il secondo turno. Dopo aver eliminato nel primo lo statunitense Erik Van Dillen, fu eliminato da Sandy Mayer.
Il mese di luglio fu interamente dedicato alla Coppa Davis dove l'Italia era campione in carica. Nella semifinale della Zona B europea gli "Azzurri" affrontarono la Svezia priva di Björn Borg. Panatta vinse il suo unico singolare contro Birger Andersson, e la prova di doppio con Paolo Bertolucci contro il duo formato da Jan Norback e Rolf Norberg. L'Italia sconfisse la Svezia per 4–1 conquistando il diritto di affrontare la Spagna nella finale della Zona B europea, dal 29 al 31 luglio. Panatta sconfisse Manuel Orantes, nº 6 del mondo e, sempre in coppia con Paolo Bertolucci, si aggiudicò la prova di doppio contro Higueras e Antonio Muñoz. Il successo di Corrado Barazzutti su Orantes regalò all'Italia il punto necessario al passaggio del turno, rendendo inutile il secondo incontro disputato a risultato acquisito da Panatta che, infastidito dalle continue provocazioni del pubblico spagnolo, lasciò la vittoria in mano a Javier Soler, aggiudicandosi un solo game e arrivando addirittura allo scontro fisico con uno spettatore che lo aveva colpito al rientro negli spogliatoi. Il punteggio definitivo della sfida fu 3–2 per l'Italia.
Panatta prese quindi parte per la quarta volta agli US Open dove sì fermò al terzo turno. Nei primi due aveva eliminato il tedesco Frank Gebert e Steve Krulevitz. Nei sedicesimi fu eliminato da Dick Stockton.
A metà settembre, al Foro Italico di Roma, l'Italia disputò la semifinale Interzone di Coppa Davis contro la Francia. Panatta superò Patrice Dominguez, e la vittoria di Panatta e Bertolucci su Dominguez e Jauffret garantì all'Italia la sua quarta finale di Coppa Davis. A risultato acquisito Panatta perse soltanto tre game con Jauffret. La finale andò in scena a dicembre contro l'Australia sull'erba del White City Stadium di Sydney. Alla prima sconfitta di Panatta con Tony Roche seguì quella di Corrado Barazzutti con John Alexander. La vittoria in doppio di Panatta e Bertolucci su John Alexander e Phil Dent riaprì le speranze dell'Italia ma Alexander chiuse i conti contro Panatta rimontando uno svantaggio di due set a uno e imponendosi con il punteggio di 6–4, 4–6, 2–6, 8–6, 11–9, con Panatta che, a due punti dal match, in vantaggio 6–5 e servizio nel quarto set, commise un doppio fallo che riaprì l'incontro. L'Australia vinse la sfida per 3–1 e si aggiudicò la sua XXIVa Coppa Davis.
Panatta chiuse la stagione al nº 23 della classifica mondiale.

### 1978: successo a Tokyo, seconda finale a Roma, ottavi a New York
Dopo tre sconfitte consecutive al primo turno sul sintetico negli Stati Uniti, partecipò al Milano Indoor dove si fermò nei quarti di finale sconfitto per l’ottava volta in carriera da Björn Borg, nº 3 del mondo (6–3, 6–3).
Al torneo di Monte Carlo venne fermato nei quarti di finale da Corrado Barazzutti, dopo aver superato al primo turno John Lloyd e negli ottavi il lucky loser Gianni Ocleppo.
Alla sua undicesima partecipazione, Panatta approdò per la seconda (record per il tennis italiano nell'era Open) e ultima volta in finale agli Internazionali d'Italia. Al primo turno il sorteggio gli riservò Vitas Gerulaitis, campione in carica, n. 4 del mondo e testa di serie n. 2, che superò con il punteggio di 7–6, 7–5, rimontando da 0–5 nel primo set, con due set-point salvati sul 2–5, e da 3–5 nella seconda partita, davanti a un pubblico in delirio di cui Gerulaitis non mancò di lamentarsi a fine incontro. Al secondo turno Panatta eliminò Terry Moor. Negli ottavi di finale, la spuntò su Hank Pfister con il punteggio di 5–7, 6–3, 7–6(13), annullando quattro match-point al termine di un tiebreak durato 28 minuti. Dopo il successo su Victor Amaya nei quarti, in semifinale affrontò José Higueras. Lo spagnolo abbandonò l'incontro dopo avere perso 7–5 il secondo set (ed essere stato in vantaggio 6–0, 5–1), protestando platealmente per il comportamento del pubblico e, soprattutto, per una decisione del giudice arbitro Sergio Baruti, che spinse anche il giudice di sedia Bertie Bowron ad abbandonare la propria postazione dopo aver rivolto in italiano la frase Zitti cretini! agli spettatori incapaci di rispettare il silenzio. Baruti respinse la richiesta avanzata da Bowron di far ripetere un punto disturbato dalle intemperanze dei tifosi, e sostituì l'ufficiale di gara britannico con un giudice di sedia italiano; Higueras, a quel punto, rivolgendo al pubblico il gesto dell'ombrello, abbandonò il campo ritirandosi dalla gara. Nella terza finale disputata da Panatta in un torneo di categoria equivalente all'attuale ATP Tour Masters 1000, andò in scena il quindicesimo e penultimo capitolo della rivalità con Björn Borg, nº 3 del mondo, alla sua ultima partecipazione al torneo romano: lo svedese vinse in cinque partite (1–6, 6–3, 6–1, 4–6, 6–3), conquistando per la seconda volta il torneo. Borg si impose nonostante una ferita a un occhio, che si era procurato con la racchetta all'inizio del primo set per evitare la puntura di un insetto, e a dispetto di chiamate dubbie da parte dei giudici di linea e del comportamento del pubblico, che arrivò anche al lancio di monetine contro il campione svedese, il quale si rivolse al giudice arbitro Claudio Federici minacciando il ritiro ("One more, I leave").
Decisamente meno brillante fu la decima esperienza di Panatta al Roland Garros, che si chiuse al secondo turno con la sconfitta per mano di Jeff Borowiak dopo il successo su Jiří Granát.
A Bruxelles, dopo aver superato nei primi tre turni François Jauffret, Georges Goven e Jiří Granát, in semifinale fu eliminato a sorpresa dal qualificato Werner Zirngibl.
Dal 13 al 15 luglio l'Italia, sotto la guida di Bitti Bergamo, affrontò l'Ungheria nella semifinale della zona B europea di Coppa Davis. Panatta perse il secondo singolare contro Balázs Taróczy. La coppia Panatta-Bertolucci perse quindi la propria imbattibilità sulla terra rossa in Davis contro il duo composto da Taróczy e Szőke. Con l'Ungheria in vantaggio per 2–1 Panatta subì una delle sconfitte più cocenti della sua carriera di singolarista per mano di Szőke che si impose in quattro set  estromettendo l'Italia dalla manifestazione.
Alla quinta partecipazione ottenne il suo risultato migliore agli US Open, che da quell'anno si sarebbero disputati sul cemento del National Tennis Center di New York, a Flushing Meadows–Corona Park. Al primo turno vinse per ritiro contro Manuel Orantes, nº 8 del mondo. Al secondo superò il qualificato Bruce Nichols, mentre nei sedicesimi ebbe la meglio su Marty Riessen. Nel primo ottavo di finale disputato da un tennista italiano in una prova dello Slam su cemento, fu sconfitto in cinque set dal nº 2 del mondo Jimmy Connors. Fu uno degli incontri migliori mai disputati da Panatta, che viene ricordato soprattutto per il penultimo punto giocato. Nel quinto set, Connors era passato a condurre sei a cinque dopo essere stato sotto per cinque a due. Panatta era al servizio sul 40 pari dopo aver annullato quattro match-point, di cui tre consecutivi. Con Panatta che aveva seguito il servizio a rete, Connors giocò un passante di diritto lungo-linea sul quale l'italiano piazzò una strettissima volée incrociata di dritto. Quasi dalle tribune, Connors fece partire un passante di rovescio lungo-linea, a una mano, che passò lateralmente al paletto della rete, sfiorò il giudice del net e atterrò all'incrocio delle righe. Panatta, fiaccato psicologicamente dalla prodezza dell'avversario, commise doppio fallo nel punto successivo concedendo la vittoria a Connors, futuro vincitore del torneo.
A San Francisco giunse ai quarti di finale dove fu sconfitto da John McEnroe nel primo confronto diretto tra i due giocatori. Anche a Madrid raggiunse i quarti, senza perdere un set, superando nell'ordine Lito Álvarez, Colin Dowdeswell e Vladimír Zedník. A eliminarlo fu Tomáš Šmíd.
A Tokyo superò nei primi tre turni altrettanti giocatori di casa, nell’ordine, Akinori Naguro (6–2, 6–1), Jun Kamiwazumi (6–7, 7–6, 6–3) e Jun Kuki (6–4, 6–4). In semifinale si impose su Buster Mottram (6–4, 4–6, 6–4). Nella sua ventiduesima finale ATP sconfisse Pat Du Pré con il punteggio di 6–3, 6–3. Fu il suo nono titolo ATP in carriera, il secondo conquistato fuori dall'Europa e l'unico nel continente asiatico.
Chiuse la stagione con la finale conquistata al torneo di Bologna indoor. Al primo turno superò Ezio di Matteo; negli ottavi di finale sconfisse il francese Jean-Louis Haillet e nei quarti Tomáš Šmíd. In semifinale superò Željko Franulović. Nella sua ventitreesima finale ATP si arrese a Peter Fleming.
Concluse la stagione al nº 24 della classifica mondiale.

### 1979: rimpianto Wimbledon, terza finale Davis

Panatta in azione nel turno preliminare di Coppa Davis 1979 contro la Danimarca

Nei cinque incontri di Round Robin del WCT Tournament of Champions di Dorado, ottenne una sola vittoria, su Manuel Orantes, e quattro sconfitte, contro Peter Fleming, Ilie Năstase (la sua decima e ultima contro il tennista romeno), Vitas Gerulaitis, nº 5 ATP, e Jimmy Connors, nº 1.
Dal 16 al 18 marzo l'Italia affrontò la Danimarca nel turno preliminare della zona A europea di Coppa Davis. Panatta conquistò il primo singolare sconfiggendo Michael Mortensen. La successiva vittoria di Corrado Barazzutti su Carl-Edvard Hedelund e il successo in doppio di Panatta e Bertolucci su Mortensen e Hedelund garantirono all'Italia la qualificazione al turno successivo rendendo inutili gli ultimi due singolari, con l’ultimo vinto da Panatta su Hedelund, che fissò il punteggio della sfida sul 5–0 per l'Italia.
Al WCT di Milano Panatta giunse in semifinale superando al primo turno Ismail El Shafei e negli ottavi di finale José Luis Clerc. Nei quarti eliminò Gene Mayer. A sbarrargli la strada nel penultimo atto fu John Alexander, che lo eliminerà anche all'esordio nel torneo di Monte Carlo dove non era mai stato sconfitto al primo turno.
Nel successivo torneo di Las Vegas si spinse fino ai quarti di finale sconfiggendo il qualificato Bruce Manson e Wojciech Fibak, per poi arrendersi a Gene Mayer.
Nella prima settimana di maggio, a Düsseldorf, prese parte alla seconda edizione della Nations Cup. Nei gironi eliminatori, contro la Spagna sconfisse Manuel Orantes e, contro l'Argentina Ricardo Cano. Affrontando gli Stati Uniti in semifinale ebbe la meglio su Eddie Dibbs, nº 6 del mondo. In finale l'Italia sfidò l’Australia e Panatta superò Phil Dent, successo che, tuttavia, non fu sufficiente alla sua squadra per conquistare il trofeo.
La dodicesima partecipazione di Panatta agli Internazionali d'Italia si concluse ai quarti di finale. Al primo turno aveva eliminato Ricardo Cano, nei sedicesimi Bill Scanlon e negli ottavi José Higueras, tornato al Foro Italico nonostante la promessa di non disputare più il torneo a causa delle vicende accadute nell'edizione precedente. A interrompere il cammino di Panatta fu Guillermo Vilas, n. 3 del mondo e testa di serie n. 1, che affrontava per la prima volta dopo la finale vinta nel 1976. L'argentino si impose con il punteggio di 6–1, 6–7, 7–5 salvando due match point consecutivi nel terzo set, sul 4–5 in suo sfavore e con il servizio a disposizione.
Il terzo turno fu invece il capolinea dell'undicesima presenza di Panatta al Roland Garros, che all'esordio aveva eliminato Ángel Giménez e nel secondo turno si era imposto su Jan Kodeš. Nei sedicesimi fu eliminato da Eliot Teltscher nonostante due set di vantaggio.
Dal 15 al 17 giugno l'Italia affrontò la Polonia, nei quarti della zona A europea di Coppa Davis. Panatta fu sconfitto nel primo singolare da Wojciech Fibak, mentre in doppio, insieme a Barazzutti, sconfisse Fibak e Tadeusz Nowicki portando in vantaggio l'Italia al termine della seconda giornata. La vittoria di Barazzutti su Fibak rese inutile il successo di Panatta su Drzymalski, a risultato acquisito a favore dell’Italia, che fissò il punteggio della sfida sul 4–1.
L'ottava partecipazione a Wimbledon fu la sua migliore in carriera. Al primo turno sconfisse Ángel Giménez, vincendo per la prima volta in carriera un incontro in tre set in questo torneo. Nel turno successivo dovette ricorrere invece alla quinta partita per eliminare la wild card Jonathan Smith. Nei sedicesimi sconfisse in tre tie-break Ove Bengtson. Nella sua ottava e ultima presenza agli ottavi di finale di una prova del Grande Slam, superò Sandy Mayer ancora in tre set. Il primo quarto di finale raggiunto da un tennista italiano a Wimbledon nell'era Open, perso contro Pat Du Pré, costituisce uno dei più grandi rimpianti nella carriera di Panatta che, in vantaggio per 6–3, 4–0, e poi per due set a uno, finì per cedere al quinto set con il punteggio di 6–3, 4–6, 7–6(3), 4–6, 3–6.
Dal 13 al 15 luglio, nella semifinale della Zona A europea di Coppa Davis, l'Italia sconfisse l'Ungheria per 3–2, sulla terra rossa del campo centrale del Foro Italico di Roma. Dopo la traumatica sconfitta subita l'anno precedente, Panatta nel suo primo singolare concesse a Péter Szőke soltanto tre game. In doppio Taróczy e Szőke riaprirono il confronto superando Panatta e Bertolucci, ma il successo di Barazzutti su Szőke regalò la qualificazione all'Italia.
Nella sua sesta partecipazione agli US Open, Panatta non andò oltre il primo turno dove fu sconfitto da Kevin Curren.
Dal 14 al 16 settembre, nella finale della Zona A europea di Coppa Davis, disputata ancora al Foro Italico di Roma, l'Italia sconfisse 4–1 la Gran Bretagna. Panatta esordì con la sua seconda sconfitta in Coppa Davis al Foro Italico, contro Buster Mottram. La sua vittoria su John Lloyd sancì la qualificazione dell'Italia alla semifinale Interzone.
Subito dopo Panatta raggiunse la semifinale al torneo di Palermo. Al primo turno eliminò l'italiano Roberto Meneschincheri. Nei sedicesimi superò John Feaver, mentre nei quarti dovette ricorrere al tie-break del terzo set, per spuntarla su Peter McNamara. In semifinale Corrado Barazzutti gli concesse soltanto tre game.
Nella semifinale Interzone di Coppa Davis, vinta per 4–1 sulla Cecoslovacchia e disputata al Foro Italico dal 5 al 7 ottobre, Panatta sconfisse Ivan Lendl aggiudicandosi per 6–0 sia il terzo sia il quarto set. In doppio, superando Šmíd e Jan Kodeš, Panatta e Bertolucci portarono in vantaggio l'Italia prima dell’ultima giornata, quando il successo di Barazzutti su Lendl assicurò agli Azzurri la loro quinta finale di Coppa Davis. A risultato acquisito, Panatta sconfisse Šmíd.
Al torneo Godó di Barcellona superò il primo turno a spese dello spagnolo Miguel Mir. Al secondo eliminò Jairo Velasco. Negli ottavi sconfisse per la seconda volta in pochi giorni Ivan Lendl. Fu Raúl Ramírez, nº 8 del mondo, a eliminarlo nei quarti di finale.
Dal 14 al 16 dicembre l'Italia disputò la sua quinta finale di Coppa Davis (la terza per Panatta), dove fu sconfitta 5–0 dagli Stati Uniti sul sintetico del Civic Auditorium di San Francisco. La squadra era capitanata da Vittorio Crotta che sostituiva Bitti Bergamo, morto in un incidente stradale il 12 ottobre, cinque giorni dopo la semifinale contro la Cecoslovacchia. Panatta uscì nuovamente sconfitto dal suo secondo confronto diretto con John McEnroe e nulla poté in doppio, insieme a Paolo Bertolucci, contro la coppia formata da Bob Lutz e Stan Smith. A risultato acquisito a favore degli Stati Uniti, Panatta fu battuto anche da Gerulaitis. Gli Stati Uniti alzarono la Coppa per la 26ª volta.
Panatta chiuse la stagione al nº 28 della classifica mondiale.

### 1980: quarta finale Davis, decimo titolo in singolare, doppio a Monte Carlo
Al torneo di Rotterdam superò al primo turno Butch Walts per poi arrendersi allo statunitense Chris Delaney. Seguì una serie di sconfitte al primo turno, tra cui quella subita a Monte Carlo contro Guillermo Vilas, nº 6 ATP. Nel torneo di doppio del Principato, dove era testa di serie nº 2 insieme a Paolo Bertolucci, conquistò però il più importante dei suoi diciotto titoli nel circuito maggiore, sconfiggendo in finale la coppia formata da John McEnroe e Vitas Gerulaitis in tre set. Nell'era Open Panatta / Bertolucci è l'unica coppia italiana ad avere trionfato a Monte Carlo.
Nel mese di maggio prese parte alla terza edizione della Nations Cup dove l'Italia arrivò in finale per il secondo anno consecutivo. Contro la Cecoslovacchia sconfisse Tomáš Šmíd. Contro l'Argentina superò José Luis Clerc, mentre nell'ultimo turno del round robin, contro la Germania, concesse soltanto due game a Rolf Gehring. Nella semifinale, in cui l'Italia sconfisse gli Stati Uniti, Panatta superò Harold Solomon, nº 8 del mondo. In finale l'Italia affrontò l'Argentina, vincitrice della manifestazione e Panatta fu sconfitto da José Luis Clerc.
Nel successivo torneo di Firenze, conquistò il suo decimo e ultimo titolo ATP in carriera. Arrivò in finale senza perdere un set superando, nell'ordine, l'australiano Warren Maher (6–2, 6–3), Jiří Hřebec (6–4, 6–2), José Luis Clerc (6–4, 7–5) e nei quarti Gianni Ocleppo (6–3, 6–3). L'unico set del torneo lo cedette al campione uscente Raúl Ramírez, imponendosi con il punteggio di 6–2, 2–6, 6–4 nella sua ventiquattresima finale ATP. Quello di Firenze fu il suo ottavo titolo del circuito maggiore conquistato su terra rossa outdoor (record per il tennis italiano).
Nella sua tredicesima presenza agli Internazionali d'Italia il cammino si fermò al secondo turno per mano di Brian Gottfried.
Nella sua dodicesima partecipazione al Roland Garros, un sorteggio poco fortunato lo mise di fronte a Jimmy Connors, nº 2 del ranking mondiale, che Panatta affrontava per la decima e ultima volta in carriera. Il tennista statunitense si impose in quattro set, chiudendo con otto vittorie e due sconfitte il proprio bilancio nei confronti diretti tra i due giocatori.
Dal 13 al 15 giugno l'Italia sconfisse per 5–0 la Svizzera nella semifinale della zona A europea di Coppa Davis. Panatta superò Roland Stadler. In doppio Panatta e Paolo Bertolucci si imposero sui fratelli Heinz e Markus Günthardt, garantendo all'Italia la qualificazione alla finale europea.
Nella sua nona e ultima presenza a Wimbledon Panatta superò i primi due turni in cinque set, rispettivamente contro Erik Van Dillen (rimontando due set di svantaggio) e Corrado Barazzutti. Nei sedicesimi fu superato facilmente da Gene Mayer. Fu l'ultimo incontro ATP da lui disputato sull'erba.
Dall’11 al 13 luglio l'Italia superò la Svezia per 3–2 nella finale della zona A europea di Coppa Davis, disputata al Foro Italico di Roma. Panatta fu sconfitto nel secondo singolare da Stefan Simonsson. Il successo in doppio di Panatta e Bertolucci sui fratelli Hans e Stefan Simonsson riportò in vantaggio l'Italia al termine della seconda giornata. La vittoria di Panatta su Johansson assicurò all'Italia il punto della qualificazione.
Al torneo di Palermo Panatta giunse in semifinale senza perdere un set superando, rispettivamente, Ismail El Shafei, Balázs Taróczy e il boliviano Mario Martínez. Nel penultimo atto del torneo fu sconfitto da Paul McNamee.
Nella semifinale Interzone di Coppa Davis, vinta dall'Italia per 3–2 sull'Australia e disputata al Foro Italico dal 19 al 21 settembre, Panatta sconfisse Paul Mcnamee. In doppio Panatta e Bertolucci superarono McNamara e McNamee, portando in vantaggio l'Italia prima dell’ultima giornata. Nel suo secondo singolare, battendo Mcnamara, Panatta assicurò all'Italia la sua sesta finale di Coppa Davis della storia.
A Ginevra raggiunse la sua venticinquesima finale ATP, superando nell'ordine Onny Parun, Rick Fagel e Vitas Gerulaitis, nº 4 del mondo. In semifinale non ebbe problemi contro Roland Stadler. A sollevare il trofeo fu Balázs Taróczy, che in finale concesse a Panatta soltanto cinque giochi.
Al torneo Godó di Barcellona, Panatta raggiunse la semifinale eliminando, rispettivamente, Georges Goven, Stanislav Birner, Eddie Dibbs, nº 10 ATP e nei quarti Corrado Barazzutti. In semifinale fu sconfitto per la prima volta in carriera da Ivan Lendl.
Al Paris Open disputò la sua ventiseiesima e ultima finale ATP, dove arrivò senza perdere un set eliminando Christophe Casa, Miguel Mir, Paolo Bertolucci e il qualificato José López Maeso. Nell'ultimo atto si inchinò a Brian Gottfried.
Dal 14 al 16 dicembre disputò la sua quarta finale di Coppa Davis, la sesta per l'Italia, che fu sconfitta 4–1 dalla Cecoslovacchia. Nel primo singolare Panatta fu battuto da Tomáš Šmíd dopo essere stato in vantaggio per due set a zero. Anche il doppio Panatta / Bertolucci perse la sfida contro la coppia Lendl / Šmíd. La finale era già decisa al termine della seconda giornata, in una sfida che non mancò di suscitare vaste polemiche sull'arbitraggio, giudicato molto parziale dalla squadra italiana.
Panatta chiuse la stagione al nº 32 della classifica mondiale.

### 1981: semifinale a Monte Carlo
La stagione partì con il primo turno della nuova formula del World Group di Coppa Davis: contro la Gran Bretagna Panatta fu sconfitto nel primo singolare da Buster Mottram, e in coppia con Paolo Bertolucci, perse il doppio contro Andrew Jarrett e Jonathan Smith ma ristabilì la parità sconfiggendo Lewis in singolare. La sconfitta di Barazzutti per mano di Mottram determinò l’eliminazione dell’Italia.
La semifinale del 1981 è il miglior risultato ottenuto da Panatta a Monte Carlo. Superando i primi due turni senza perdere un set, contro Fernando Luna e Victor Pecci, raggiunse per la sesta volta i quarti di finale nel Principato (record per il tennis italiano nell'era Open), dove sconfisse José Higueras prima di cedere a Guillermo Vilas nella sua 42ª e ultima semifinale in carriera a livello individuale (primato italiano condiviso con Fabio Fognini).
Alla sua quattordicesima partecipazione agli Internazionali d'Italia giunse ai quarti di finale cedendo soltanto otto giochi in tre turni. All'esordio superò lo spagnolo Gabriel Urpi e nei sedicesimi Tom Gullikson. Negli ottavi, contro Marko Ostoja, vinse l'ultimo incontro della sua carriera agli Open d'Italia. A interrompere il suo cammino, al tie-break del terzo set, fu José Luis Clerc, nº 8 del mondo e futuro vincitore del torneo.
Al primo turno del suo tredicesimo Roland Garros, andò in scena la replica della finale del 1976. Contro Harold Solomon, nº 7 del mondo, Panatta ottenne la sua ventiquattresima e ultima vittoria in carriera contro un top 10. Al turno successivo fu estromesso da Thierry Tulasne.
Al torneo di Bruxelles sconfisse al primo turno Eduardo Bengoechea e al secondo Jan Norback. Nei quarti di finale fu eliminato da Steve Krulevitz. A Venezia fu sconfitto nuovamente nei quarti, da Pedro Rebolledo.
Dopo tre tornei Challenger disputati in Italia, riuscì a superare due turni alla sua ultima partecipazione agli US Open, rispettivamente contro Ferdi Taygan e Roland Stadler, prima di inchinarsi a Guillermo Vilas, nº 4 del mondo.
A ottobre l'Italia affrontò la Corea del Sud negli spareggi retrocessione del World Group di Coppa Davis. Per conquistare la salvezza furono sufficienti le prime due giornate in cui Panatta vinse il proprio singolare con Choon-Ho Kim e, sempre in coppia con Paolo Bertolucci, il doppio contro il duo Choon-Ho Kim / Dong-Wook Song.
Nel torneo di Barcellona fu eliminato nei quarti di finale in tre partite da Ivan Lendl, nº 6 del mondo e futuro vincitore del torneo, dopo aver superato i primi tre turni senza perdere un set, rispettivamente contro Georges Goven, Roland Stadler e Corrado Barazzutti.
Concluse l'annata alla posizione nº 40 della classifica mondiale.

### 1982: discesa in classifica mondiale
Nel primo turno del World Group di Coppa Davis contro la Gran Bretagna, si ripropose a campi invertiti la sfida dell'anno precedente. Al Foro Italico di Roma Panatta fu nuovamente sconfitto nel primo singolare da Buster Mottram, mentre insieme a Paolo Bertolucci vinse il doppio contro Andrew Jarret e Jonathan Smith. La sconfitta di Barazzutti per mano di Mottram rese quindi decisivo il quinto match, in cui Panatta superò Richard Lewis in tre set regalando la qualificazione all'Italia. Fu l'ultimo incontro da lui vinto in Coppa Davis in singolare.
Nella sua ultima partecipazione in carriera al torneo di Monte Carlo, dopo aver superato al primo turno Paul McNamee, disputò il suo ultimo confronto diretto con Björn Borg, nº 6 del mondo, che lo sconfisse per la decima volta, con il punteggio di 6–2, 3–6, 6–4.
Dopo un anno d'assenza tornò a giocare la Nations Cup dove ottenne le vittorie contro l'argentino Alejandro Ganzábal e Thierry Tulasne, arrendendosi poi a Paul McNamee.
Nella sua quindicesima presenza agli Internazionali d'Italia fu sconfitto per la terza volta in carriera al primo turno, da Bruce Manson. La sua ultima presenza al Roland Garros lo vide fermarsi al secondo turno per mano di Wojtek Fibak, dopo aver superato all'esordio Pascal Portes.
Nei quarti di finale del World Group di Coppa Davis vinti dalla Nuova Zelanda per 3–2, Panatta perse in cinque set contro Russell Simpson. In coppia con Paolo Bertolucci accorciò le distanze per l'Italia superando il duo Chris Lewis-Simpson. La sconfitta che Panatta subì in singolare contro Chris Lewis decretò però l'eliminazione dell'Italia dalla competizione.
Il 9 agosto uscì per la prima volta dalla top 100, dopo 468 settimane consecutive di permanenza.
Seguirono quattro uscite al primo turno. A distanza di quattro mesi dall'ultima, arrivò una vittoria, nel primo turno del torneo di Vienna a spese di Per Hjertquist. Negli ottavi di finale Panatta fu sconfitto da Brian Gottfried.
Nell'ultima edizione del Paris Open disputata sul cemento indoor dello Stade de Coubertin, riuscì per la prima volta in stagione a superare due turni eliminando, rispettivamente, João Soares e Mel Purcell, prima di venire sconfitto da Bill Scanlon. L'ultimo torneo da lui disputato in stagione, a Stoccolma, lo vide fermarsi agli ottavi di finale dove fu fermato dallo statunitense Erick Iskersky, dopo aver eliminato il qualificato Ulf Pettersson e Hans Simonsson. Chiuse la stagione alla posizione nº 174 della classifica mondiale.

### 1983: ritiro
Nel 1983 disputò soltanto sei tornei di singolare nel circuito maggiore. Nei primi quattro subì altrettante sconfitte al primo turno: nell'ultimo match da lui disputato sul cemento, al torneo indoor di Nancy, fu battuto da Wojciech Fibak; a Milano, suo ultimo incontro in carriera sul sintetico, fu eliminato da Tim Mayotte; a Firenze a sconfiggerlo fu Eddie Dibbs, mentre alla sedicesima e ultima partecipazione agli Internazionali d'Italia, uscì di scena all'esordio per mano di Pablo Arraya in due set.
Nel primo turno del World Group di Coppa Davis contro l'Irlanda, fu schierato soltanto in doppio e, sempre in coppia con Paolo Bertolucci, vinse il suo ultimo match di Davis, contro la coppia Matt Doyle / Sean Sorensen, contribuendo alla qualificazione, 3–2, dell'Italia al turno successivo.
Giungendo ai quarti di finale del torneo di Venezia ottenne le sue uniche due vittorie di quella stagione in singolare. Al primo turno superò il francese Jean Marc Piacentile. Il successo in due set (6–3, 6–1) negli ottavi di finale contro lo statunitense Pender Murphy fu la sua ultima vittoria ATP in singolare. Nei quarti fu eliminato da Bernard Fritz.
A luglio si concluse la sua carriera in Coppa Davis. Nei quarti di finale del World Group, contro l'Argentina, nella sua ultima apparizione al Foro Italico di Roma, fu sconfitto sia in singolare, da Guillermo Vilas, sia in doppio, insieme a Paolo Bertolucci, dalla coppia Vilas / Clerc.
Al termine della sfida di Davis convocò una conferenza stampa in cui annunciò ufficialmente il ritiro dalle competizioni agonistiche entro la fine della stagione.
Il 18 luglio del 1983, al primo turno del torneo di Kitzbühel, fu sconfitto (6–4, 6–4) dal tedesco Hans Dieter Beutel. Fu l'ultimo incontro di singolare da lui disputato in carriera.

## Dopo il ritiro

Panatta (a destra), capitano non giocatore della squadra italiana di Coppa Davis, esulta con Camporese nei quarti dell'edizione 1997

Dopo aver abbandonato le competizioni, ricoprì la carica di capitano non giocatore della squadra italiana di Coppa Davis dal 1984 al 1997, guidandola fino alle semifinali nel 1996 e 1997.
Contemporaneamente, gareggiò per diversi anni come pilota motonautico, ottenendo ottimi risultati nell'offshore: nel 1991 stabilì il primato mondiale di velocità nella categoria entrobordo, mentre nel 2004 si laureò campione del mondo nella classe Evolution con il team romano Thuraya.
Si dedicò quindi all'attività di saggista, pubblicando libri sul tennis, nonché di opinionista sportivo in trasmissioni televisive e con articoli su vari giornali; viene talvolta ingaggiato dalla RAI per il commento tecnico delle partite di tennis.
Dal 2010 al 2012 è ospite fisso, insieme allo scrittore Fulvio Abbate, della trasmissione televisiva di LA7 (ah)iPiroso condotta da Antonello Piroso.
Nel 2017 è protagonista, insieme a Edoardo Vianello, Claudio Lippi e Lando Buzzanca del docureality di Rai 2 Meglio tardi che mai, girato in Giappone. Sua è anche la voce fuori campo che commenta gli episodi.
Dal 2018 al 2021 è ospite fisso nella veste di opinionista della trasmissione Quelli che il calcio su Rai 2. In quegli anni fa anche una comparsa nei film La profezia dell’armadillo e Tutti per 1 - 1 per tutti.
Nell'ottobre del 2022 affianca Paola Ferrari nella conduzione di Domenica Dribbling, in onda la domenica pomeriggio su Rai 2 e tra novembre e dicembre è opinionista de Il circolo dei Mondiali in occasione del campionato del mondo 2022.
Dal 2023 fa parte del gruppo di opinionisti fissi della Domenica Sportiva.

## Vita privata
Adriano Panatta ha avuto una relazione nei primi anni settanta con la cantante Loredana Bertè e ha poi sposato Rosaria Luconi, da cui ha avuto tre figli: Niccolò (1975), Alessandro (1979) e Rubina (1980). Hanno divorziato nel 2014 dopo 40 anni di matrimonio.
L'8 marzo 2012 la figlia Rubina gli ha dato un nipote a cui è stato dato il nome del nonno, Adriano. Il figlio Alessandro gli ha dato un secondo nipote, Leonardo (2017).
Nel 2020 Panatta ha sposato Anna Bonamigo al municipio di Ca’ Farsetti a Venezia, con una cerimonia riservata ai familiari e pochi amici. La coppia risiede a Treviso dove nel 2021 Adriano ha fatto edificare un centro sportivo per la pratica di varie discipline, tennis compreso.

## Statistiche

### Singolare

#### Vittorie (10)
| Grande Slam (1)           |
| ATP Tour Masters 1000 (2) |
| ATP Tour 500 (1)          |
| ATP Tour 250 (6)          |

| Numero | Data       | Torneo                                        | Superficie    | Avversario in finale | Punteggio                |
| 1.     | 08/08/1971 | Senigallia Open, Senigallia                   | Terra rossa   | Martin Mulligan      | 6–3, 7–5, 6–1            |
| 2.     | 12/05/1973 | British Hard Court Championships, Bournemouth | Terra rossa   | Ilie Năstase         | 6–8, 7–5, 6–3, 8–6       |
| 3.     | 13/05/1974 | ATP Firenze, Firenze                          | Terra rossa   | Paolo Bertolucci     | 6–3, 6–1                 |
| 4.     | 12/07/1975 | Austrian Open Kitzbühel, Kitzbühel            | Terra rossa   | Jan Kodeš            | 2–6, 6–2, 7–5, 6–4       |
| 5      | 09/11/1975 | Stockholm Open, Stoccolma                     | Sintetico (i) | Jimmy Connors        | 4–6, 6–3, 7–5            |
| 6.     | 30/05/1976 | Internazionali d'Italia, Roma                 | Terra rossa   | Guillermo Vilas      | 2–6, 7–6(5), 6–2, 7–6(1) |
| 7.     | 13/06/1976 | Roland Garros, Parigi                         | Terra rossa   | Harold Solomon       | 6–1, 6–4, 4–6, 7–6(3)    |
| 8.     | 18/04/1977 | Houston Open, Houston                         | Terra verde   | Vitas Gerulaitis     | 7–6(4), 6(3)–7, 6–1      |
| 9.     | 29/10/1978 | Japan Open Tennis Championships, Tokyo        | Terra rossa   | Pat Du Pré           | 6–3, 6–3                 |
| 10.    | 18/05/1980 | ATP Firenze, Firenze (2)                      | Terra rossa   | Raúl Ramírez         | 6–2, 2–6, 6–4            |

#### Sconfitte (16)
| ATP Tour Masters 1000 (1) |
| ATP Tour 500 (5)          |
| ATP Tour 250 (10)         |

| No. | Data | Torneo         | Superficie       | Avversario in finale | Punteggio                 |
| 1.  | 1972 | Amburgo        | Terra rossa      | Manuel Orantes       | 3–6 8–9 0–6               |
| 2.  | 1972 | Gstaad         | Terra rossa      | Andrés Gimeno        | 5–7, 8–9, 4–6             |
| 3.  | 1973 | Valencia       | Terra rossa      | Manuel Orantes       | 4–6, 4–6, 3–6             |
| 4.  | 1973 | Barcellona     | Terra rossa      | Ilie Năstase         | 1–6, 6–3, 1–6, 2–6        |
| 5.  | 1973 | Nizza          | Terra rossa      | Manuel Orantes       | 6–7, 7–5, 6–4, 6–7, 10–12 |
| 6.  | 1973 | Madrid         | Terra rossa      | Ilie Năstase         | 3–6, 6–7, 7–5, 1–6        |
| 7.  | 1973 | Firenze        | Terra rossa      | Ilie Năstase         | 3–6, 6–3, 6–0, 6–7, 4–6   |
| 8.  | 1974 | Båstad         | Terra rossa      | Björn Borg           | 3–6, 0–6, 7–6(2), 3–6     |
| 9.  | 1975 | Madrid (2)     | Terra rossa      | Jan Kodeš            | 2–6, 6–3, 6–7, 2–6        |
| 10. | 1975 | Barcellona (2) | Terra rossa      | Björn Borg           | 6–1, 6(5)–7, 3–6, 2–6     |
| 11. | 1975 | Buenos Aires   | Terra rossa      | Guillermo Vilas      | 1–6, 4–6, 4–6             |
| 12. | 1976 | Gstaad (2)     | Terra rossa      | Raúl Ramírez         | 5–7, 7–6, 1–6, 3–6        |
| 13. | 1978 | Roma           | Terra rossa      | Björn Borg           | 1–6, 6–3, 6–1, 4–6, 6–3   |
| 14. | 1978 | Bologna        | Sintetico indoor | Peter Fleming        | 2–6, 6(5)–7               |
| 15. | 1980 | Ginevra        | Terra rossa      | Balázs Taróczy       | 3–6, 2–6                  |
| 16. | 1980 | Parigi         | Cemento indoor   | Brian Gottfried      | 6–4, 3–6, 1–6, 6–7        |

### Doppio

#### Vittorie (18)
| No. | Anno | Torneo                                    | Superficie       | Compagno           | Avversari in finale                     | Punteggio           |
| 1.  | 1973 | ATP Firenze, Firenze                      | Terra rossa      | Paolo Bertolucci   | Juan Gisbert / Ilie Năstase             | 6–3, 6–4            |
| 2.  | 1974 | ATP Firenze, Firenze (2)                  | Terra rossa      | Paolo Bertolucci   | Robert Machan / Balázs Taróczy          | 6–3, 3–6, 6–4       |
| 3.  | 1974 | Swedish Open, Båstad                      | Terra rossa      | Paolo Bertolucci   | Ove Nils Bengtson / Björn Borg          | 6–3, 2–6, 6–3       |
| 4.  | 1974 | Sao Paulo WCT, San Paolo del Brasile      | Sintetico indoor | Ion Țiriac         | Ove Nils Bengtson / Björn Borg          | 7–5, 3–6, 6–3       |
| 5.  | 1975 | Bologna Indoor, Bologna                   | Sintetico indoor | Paolo Bertolucci   | Arthur Ashe / Tom Okker                 | 6–3, 3–6, 6–3       |
| 6.  | 1975 | Rothmans International London, Londra     | Sintetico indoor | Paolo Bertolucci   | Jürgen Fassbender / Hans-Jürgen Pohmann | 6–3, 6–4            |
| 7.  | 1975 | Austrian Open, Kitzbühel                  | Terra rossa      | Paolo Bertolucci   | Patrice Dominguez / François Jauffret   | 6–2, 6–2, 7–6       |
| 8.  | 1975 | ATP Buenos Aires, Buenos Aires            | Terra rossa      | Paolo Bertolucci   | Jürgen Fassbender / Hans-Jürgen Pohmann | 3–6, 6–1, 8–6       |
| 9.  | 1977 | Houston Open, Houston                     | Terra verde      | Ilie Năstase       | John Alexander / Phil Dent              | 6–3, 6–4            |
| 10. | 1977 | St. Louis WCT, St. Louis WCT              | Sintetico indoor | Ilie Năstase       | Vijay Amritraj / Dick Stockton          | 6–4, 3–6, 7–6       |
| 11. | 1977 | Rothmans International London, Londra (2) | Sintetico indoor | Ilie Năstase       | Mark Cox / Eddie Dibbs                  | 7–6(5), 6(3)–7, 6–3 |
| 12. | 1978 | ATP Firenze, Firenze (3)                  | Terra rossa      | Corrado Barazzutti | Mark Edmondson / John Marks             | 6–3, 6–7, 6–3       |
| 13. | 1979 | Torneo Godó, Barcellona                   | Terra rossa      | Paolo Bertolucci   | Carlos Kirmayr / Cássio Motta           | 6–4, 6–3            |
| 14. | 1979 | ATP Firenze, Firenze (4)                  | Terra rossa      | Paolo Bertolucci   | Ivan Lendl / Pavel Složil               | 6–4, 6–3            |
| 15. | 1980 | Monte Carlo Open, Monte Carlo             | Terra rossa      | Paolo Bertolucci   | Vitas Gerulaitis / John McEnroe         | 6–2, 5–7, 6–4       |
| 16. | 1980 | Paris Open, Parigi                        | Cemento indoor   | Paolo Bertolucci   | Brian Gottfried / Raymond Moore         | 6–4, 6–4            |
| 17. | 1981 | Lorraine Open, Nancy                      | Cemento indoor   | Ilie Năstase       | John Feaver / Jiří Hřebec               | 6–4, 2–6, 6–4       |
| 18. | 1982 | ATP Firenze, Firenze (5)                  | Terra rossa      | Paolo Bertolucci   | Sammy Giammalva Jr. / Tony Giammalva    | 7–6, 6–1            |

#### Sconfitte (11)
| No. | Anno | Torneo                                        | Superficie       | Compagno           | Avversari in finale                     | Punteggio          |
| 1.  | 1973 | British Hard Court Championships, Bournemouth | Terra rossa      | Ion Țiriac         | Juan Gisbert / Ilie Năstase             | 4–6, 6–8           |
| 2.  | 1975 | Richmond WCT, Richmond                        | Sintetico indoor | Paolo Bertolucci   | Hans Kary / Fred McNair                 | 6–7, 7–5, 6–7      |
| 3.  | 1975 | Barcelona WCT, Barcellona                     | Sintetico indoor | Paolo Bertolucci   | Arthur Ashe / Tom Okker                 | 5–7, 1–6           |
| 4.  | 1976 | Swiss Open Gstaad, Gstaad                     | Terra rossa      | Paolo Bertolucci   | Jürgen Fassbender / Hans-Jürgen Pohmann | 5–7, 3–6, 3–6      |
| 5.  | 1976 | Stockholm WCT, Stoccolma                      | Sintetico indoor | Tom Okker          | Aleksandre Met'reveli / Ilie Năstase    | 4–6, 5–7           |
| 6.  | 1977 | Mexico City WCT, Città del Messico            | Sintetico indoor | Ilie Năstase       | Wojciech Fibak / Tom Okker              | 2–6, 3–6           |
| 7.  | 1977 | Carolinas International Tennis, Charlotte     | Terra verde      | Corrado Barazzutti | Tom Okker / Ken Rosewall                | 1–6, 6–3, 6–7      |
| 8.  | 1977 | Masters Doubles WCT, Kansas City              | Sintetico indoor | Vitas Gerulaitis   | Vijay Amritraj / Dick Stockton          | 6–7, 6–7, 6–4, 3–6 |
| 9.  | 1979 | Alan King Tennis Classic, Las Vegas           | Cemento          | Raúl Ramírez       | Marty Riessen / Sherwood Stewart        | 6–4,4–6, 6–7       |
| 10. | 1980 | ATP Firenze, Firenze                          | Terra rossa      | Paolo Bertolucci   | Gene Mayer Raúl Ramírez                 | 6–1, 6–4           |
| 11. | 1981 | ATP Firenze, Firenze (2)                      | Terra rossa      | Paolo Bertolucci   | Raúl Ramírez Pavel Složil               | 3–6, 6–3, 3–6      |

## Risultati in progressione
| Sigla | Risultato               |
| ----- | ----------------------- |
| V     | Vincitore               |
| F     | Finalista               |
| SF    | Semifinalista           |
| O     | Oro olimpico            |
| A     | Argento olimpico        |
| SF    | Bronzo olimpico         |
| QF    | Quarti di Finale        |
| 4T    | Quarto turno            |
| 3T    | Terzo turno             |
| 2T    | Secondo turno           |
| 1T    | Primo turno             |
| RR    | Round Robin             |
| LQ    | Turno di qualificazione |
| A     | Assente                 |
| ND    | Non disputato           |

| Legenda superfici    |
| -------------------- |
| Cemento              |
| Terra battuta        |
| Erba                 |
| Superficie variabile |

### Singolare
| Torneo             | 1969 | 1970 | 1971 | 1972 | 1973 | 1974 | 1975 | 1976 | 1977 | 1978 | 1979 | 1980 | 1981 | 1982 | 1983 | Titoli | V–S   | V%  |
| ------------------ | ---- | ---- | ---- | ---- | ---- | ---- | ---- | ---- | ---- | ---- | ---- | ---- | ---- | ---- | ---- | ------ | ----- | --- |
| Tornei Grande Slam |      |      |      |      |      |      |      |      |      |      |      |      |      |      |      |        |       |     |
| Australian Open    | 1T   | A    | A    | A    | A    | A    | A    | A    | A    | A    | A    | A    | A    | A    | A    | 0 / 1  | 0–1   | 0%  |
| Roland Garros      | 1T   | 4T   | 3T   | QF   | SF   | 2T   | SF   | V    | QF   | 2T   | 3T   | 1T   | 2T   | 2T   | A    | 1 / 14 | 35–13 | 73% |
| Wimbledon          | A    | 1T   | 3T   | 2T   | A    | 3T   | 2T   | 3T   | 2T   | A    | QF   | 3T   | A    | A    | A    | 0 / 9  | 17–9  | 65% |
| US Open            | A    | A    | A    | 1T   | 3T   | A    | A    | 2T   | 3T   | 4T   | 1T   | A    | 3T   | A    | A    | 0 / 7  | 10–7  | 59% |
| Vittorie–Sconfitte | 0–2  | 3–2  | 4–2  | 5–3  | 7–2  | 3–2  | 7–2  | 10–2 | 7–3  | 4–2  | 6–3  | 2–2  | 3–2  | 1–1  | 0–0  | 1 / 31 | 62–30 | 67% |

* I walkover ricevuti durante i tornei disputati non contano come vittorie.

## Record assoluti
- È il tennista che in era Open ha salvato il maggior numero di match point (11) in un incontro vinto, a pari merito con Simon Youl e Kelly Jones.[120]
- È stato il primo tennista nell'era Open ad avere vinto il Roland Garros dopo aver annullato un match point.

## Record nazionali

### Grande Slam
È l’unico tennista italiano dell'era Open ad avere:
- vinto il Roland Garros.
- vinto 11 incontri consecutivi al Roland Garros.
- disputato 1 finale al Roland Garros, a pari merito con Jannik Sinner.
- disputato 3 semifinali al Roland Garros.
- disputato 5 volte i quarti di finale al Roland Garros.
- disputato 6 volte gli ottavi di finale al Roland Garros.
- disputato 3 ottavi di finale consecutivi al Roland Garros, a pari merito con Jannik Sinner.

### Vari
È l'unico tennista italiano ad avere vinto:
- gli Internazionali d'Italia e il Roland Garros nella stessa stagione (1976).
- 8 titoli ATP su terra rossa all'aperto.
- almeno 1 torneo ATP per sei stagioni consecutive (a pari merito con Jannik Sinner).
- 5 finali ATP al meglio dei cinque set, a pari merito con Paolo Bertolucci.
- 1 torneo ATP su terra verde (a pari merito con Corrado Barazzutti).
- 289 incontri ATP su terra battuta (rossa e verde).
- 54 incontri ATP su sintetico indoor.
- 37 incontri ATP su terra battuta (rossa e verde) in due stagioni (1975 e 1976).
- 19 incontri ATP consecutivi su terra rossa.

È l’unico tennista italiano ad avere disputato:
- 2 finali di livello equivalente al Masters 1000 su terra rossa.
- 83 quarti di finale ATP.
- 42 semifinali ATP, a pari merito con Fabio Fognini.

È l’unico tennista italiano dell'era Open ad avere vinto:
- gli Internazionali d'Italia.
- 27 incontri agli Internazionali d'Italia.
- 9 incontri consecutivi agli Internazionali d'Italia.

È l’unico tennista italiano dell'era Open ad avere disputato:
- 2 finali agli Internazionali d'Italia.
- 6 quarti di finale al torneo di Monte Carlo.
- 5 quarti di finale agli Internazionali d'Italia.

È stato il primo tennista italiano ad avere disputato il Masters/ATP Finals di fine anno.
È stato il primo tennista italiano dell'era Open ad avere vinto:
- 1 torneo ATP.
- 1 torneo ATP su terra rossa.
- 1 torneo equipollente all'attuale ATP Tour 250.
- 1 torneo equipollente all'attuale ATP Tour 500.
- 1 torneo ATP su sintetico indoor.
- 1 torneo equipollente all'attuale ATP Tour Masters 1000.
- 1 torneo del Grande Slam.
- 2 tornei ATP consecutivamente.
- 1 torneo ATP su terra verde.

### Ranking ATP
- è l'unico tennista italiano ad avere vinto un torneo ATP (Stoccolma 1975) sconfiggendo in finale il n. 1.
- è l'unico tennista italiano ad avere battuto il n. 1 su una superficie sintetica indoor.
- è l'unico tennista italiano ad avere battuto il n. 1 su due superfici diverse (sintetico indoor e terra verde).
- è il tennista italiano con il ranking più basso (14) ad avere disputato le ATP Finals.
- è il primo tennista italiano a essere entrato nella top 4, nella top 5, nella top 10 e, insieme a Paolo Bertolucci, nella top 20 della classifica computerizzata.
- ha battuto in due occasioni consecutive il n. 1 della classifica mondiale, a pari merito con Jannik Sinner.

È stato il primo tennista italiano:
- ad avere disputato gli ottavi di finale di una prova del Grande Slam su cemento.

È stato il primo tennista italiano dell'era Open:
- ad avere disputato la finale di una prova del Grande Slam.
- ad avere disputato la semifinale in una prova del Grande Slam.
- ad avere disputato la semifinale al Roland Garros.
- ad avere disputato i quarti di finale in una prova del Grande Slam.
- ad avere disputato i quarti di finale al Roland Garros.
- ad avere disputato i quarti di finale a Wimbledon.
- ad avere vinto un torneo ATP su una superficie sintetica indoor.

## Cultura di massa
- Da maggio 2015 Panatta figura nel Walk of Fame dello sport italiano.[121][122]
- Nella serie TV Boris, ogni pesce rosso porta il nome di un tennista famoso, tra i quali quello di Panatta.
- Panatta è citato nel brano del 1978 Nuntereggae più di Rino Gaetano.

## Filmografia
- La profezia dell'armadillo, regia di Emanuele Scaringi (2018)
- Tutti per 1 - 1 per tutti, regia di Giovanni Veronesi (2020)

## Televisione
- (ah)iPiroso, (LA7, 2010-12), ospite
- Meglio tardi che mai (Rai 2, 2017)
- Quelli che il calcio (Rai 2, 2018-21), ospite
- Il circolo dei mondiali (Rai 2, 2022), ospite
- Domenica Dribbling (Rai 2, 2022-23), co-conduttore
- La Domenica Sportiva (Rai 2, 2023-), ospite

## Opere
- Adriano Panatta, Io e il tennis. La mia vita raccontata a Luca Liguori, Torino, SEI, 1977.
- Adriano Panatta, Più dritti che rovesci. Incontri, sogni e successi dentro e fuori dal campo, Milano, Rizzoli, 2009, ISBN 978-88-170-3475-3.
- Adriano Panatta, Lei non sa chi eravamo noi, Milano, Mondadori, 2014, ISBN 978-88-04-64050-9.
- Adriano Panatta, Il tennis è musica, Milano, Sperling & Kupfer, 2018, ISBN 978-88-200-6618-5.
- Il tennis l'ha inventato il diavolo. I colpi impossibili, le pazzie dei campioni e tutti i match in cui il demonio ha messo la coda, con la collaborazione di Daniele Azzolini, pubblicato nel 2021 da Sperling & Kupfer.
- Niente è impossibile, con la collaborazione di Daniele Azzolini, pubblicato nel 2022 da Sperling & Kupfer.